# Apple Silicon
Apple silicon — серія систем на чипі (SoC) і систем в пакеті (SiP), розроблених Apple Inc., переважно з використанням архітектури ARM. Вона є основою більшості нових комп'ютерів Mac, а також iPhone, iPad, iPod Touch, Apple TV і Apple Watch, а також таких продуктів, як AirPods, AirTag, HomePod і його наступника HomePod Mini.
Apple оголосила про свої наміри перевести комп'ютери Mac з процесорів Intel на Apple Silicon на WWDC 2020 22 червня 2020 року. Перші комп'ютери Mac із процесором Apple M1 були представлені 10 листопада 2020 року. У 2022 році всі нові моделі Mac були виготовлені з Apple silicon; лише старіші моделі Mac mini і Mac Pro все ще використовують процесори Intel Core і Xeon відповідно.
Apple передає виробництво чипів на аутсорсинг, але повністю контролює їх інтеграцію з апаратним і програмним забезпеченням компанії. Джоні Сруджі відповідає за розробку Apple silicon.

## A-серія
Серія Apple «A» — це сімейство систем на чипі, що використовуються в певних моделях iPhone, iPad (останні iPad Pro і Air використовують систему на чипі Apple M1), iPod Touch, оригінальному HomePod, що знятий з виробництва, і цифровому медіаплеєрі Apple TV. Система на чипі об'єднує одне або кілька процесорних ядер на базі ARM (ЦП), графічний процесор (GPU), кеш-пам'ять та іншу електроніку, необхідну для забезпечення мобільних обчислювальних функцій в рамках одного фізичного пакета.

### Apple A4
Apple A4 — система на чипі типу пакет-на-пакеті, вироблена Samsung, перша система на чипі, самостійно розроблена Apple. Вона поєднує в собі процесор ARM Cortex-A8, який також використовується в системі на чипі Samsung S5PC110A01, і графічний процесор (GPU) PowerVR SGX 535, створений на базі 45-нанометрового кремнієвого чипа Samsung. Система на чипі спроєктована з акцентом на енергоефективність. A4 вперше був представлений у 2010 році в планшеті Apple iPad, а пізніше був використаний у смартфоні iPhone 4, iPod Touch четвертого покоління та Apple TV 2-го покоління.
Вважається, що ядро Cortex-A8, яке використовується в A4, назване «Hummingbird» (укр. Колібрі), використовує технологію покращення продуктивності, розроблену Samsung у співпраці з розробником чипів Intrinsity, якого згодом придбала Apple. Воно може працювати на набагато вищій тактовій частоті, ніж інші конструкції Cortex-A8, але залишається повністю сумісним із архітектерою ARM. A4 працює з різною швидкістю в різних продуктах: 1 ГГц у перших iPad, 800 МГц в iPhone 4 та iPod Touch четвертого покоління та невідома тактова частота у Apple TV 2-го покоління.
Теоретично графічний процесор SGX535 A4 може обробляти 35 мільйонів полігонів на секунду і 500 мільйонів пікселів на секунду, хоча реальна продуктивність може бути значно меншою. Інші покращення продуктивності включають додатковий кеш другого рівня (L2).
Пакет процесора A4 не містить оперативної пам'яті, але підтримує встановлення пакету-на-пакеті (PoP). iPad 1-го покоління, iPod Touch четвертого покоління та Apple TV 2-го покоління мають A4 з двома малопотужні мікросхеми DDR SDRAM на 128 МБ (загальною ємністю 256 МБ), тоді як iPhone 4 має два пакети по 256 МБ (загальною ємністю 512 МБ). ОЗП підключається до процесора за допомогою 64-бітної шини AMBA 3 AXI від ARM. Щоб забезпечити високу пропускну здатність графіки на iPad, ширина шини даних оперативної пам'яті вдвічі більша, ніж у попередніх пристроях Apple на базі ARM11 і ARM9.

### Apple A5
Apple A5 — система на чипі виробництва Samsung, яка замінила A4. Цей чип був представлений у планшеті Apple iPad 2 у березні 2011 року, після чого пізніше, того ж року, на базі цього чипу був представлений смартфон iPhone 4S. У порівнянні з A4, процесор A5 «може виконувати вдвічі більше завдань», а графічний процесор має «до дев'яти разів більшу графічну продуктивність», за словами Apple.
A5 містить двоядерний процесор ARM Cortex-A9 з вдосконаленим розширенням SIMD від ARM, що відоме як NEON, і двоядерний графічний процесор PowerVR SGX543MP2. Цей графічний процесор може обробляти від 70 до 80 мільйонів полігонів на секунду і має швидкість заповнення пікселями 2 мільярди пікселів на секунду. На сторінці технічних характеристик iPad 2 зазначено, що A5 працює на частоті 1 ГГц, хоча він може регулювати свою частоту, щоб заощадити заряд акумулятора. Тактова частота пристрою, який використовується в iPhone 4S, становить 800 МГц. Як і A4, A5 є 45-нанометровим процесором.
Оновлена 32-нанометрова версія процесора A5 була використана в Apple TV 3-го покоління, iPod Touch п'ятого покоління, iPad Mini та новій версії iPad 2 (версія iPad2,4). Чип в Apple TV має одне заблоковане ядро. Маркування на чипі вказує, що він має назву APL2498, а в програмному забезпеченні чип носить назву S5L8942. 32-нанометровий варіант A5 забезпечує приблизно на 15 % більший час роботи від акумулятора під час перегляду вебсторінок, на 30 % більший під час 3D-ігор і приблизно на 20 % більший час роботи від акумулятора під час відтворення відео.
У березні 2013 року Apple випустила оновлену версію Apple TV 3-го покоління (Rev A, модель A1469), що містить зменшену, одноядерну версію процесора A5. На відміну від інших варіантів A5, ця версія A5 не є пакетом-на-пакеті і не має накопиченої оперативної пам'яті. Чип дуже малий, всього 6,1×6,2 мм, але оскільки зменшення розміру не пов'язане зі зменшенням розміру елемента (він все ще виготовлений за 32-нанометровим техпроцесом), це вказує на те, що ця версія A5 має нову схему компонування. Маркування на чипі свідчить про назву APL7498, а в програмному забезпеченні чип називається S5L8947.

### Apple A5X
Apple A5X — система на чипі, представлена 7 березня 2012 року під час презентації iPad третього покоління. Це високопродуктивний варіант Apple A5; Apple стверджує, що графічна продуктивність у нього вдвічі вища, ніж у A5. У iPad четвертого покоління його замінили на процесор Apple A6X.
A5X має чотириядерний графічний блок (PowerVR SGX543MP4) замість попереднього двоядерного, а також чотириканальний контролер пам'яті, який забезпечує пропускну здатність пам'яті 12,8 ГБ/с, що приблизно втричі більше, ніж у A5. Додані графічні ядра та додаткові канали пам'яті створюють дуже великий розмір кристалу 165 мм², наприклад, вдвічі більше, ніж у Nvidia Tegra 3. В основному це пов'язано з великим графічним процесором PowerVR SGX543MP4. Тактова частота подвійних ядер ARM Cortex-A9 становить 1 ГГц, як і у A5. Оперативна пам'ять в A5X відокремлена від основного пакета ЦП.

### Apple A6
Apple A6 — система на чипі типу пакет-на-пакеті, представлений 12 вересня 2012 року під час презентації iPhone 5, а через рік цю систему на чипі успадкував його наступник — iPhone 5C. Apple стверджує, що він вдвічі швидший і має вдвічі більшу графічну потужність в порівнянні з його попередником Apple A5. Він на 22 % менший і споживає менше енергії, ніж 45-нанометровий A5.
Стверджується, що A6 використовує спеціально розроблений Apple двоядерний процесор на базі ARMv7, який називається Swift, 1,3 ГГц, а не ліцензований процесор від ARM, як у попередніх розробках, і вбудований триядерний графічний процесор PowerVR SGX 543MP3 на 266 МГц. Ядро Swift в A6 використовує новий змінений набір інструкцій, ARMv7s, який містить деякі елементи ARM Cortex-A15, такі як підтримка Advanced SIMD v2 і VFPv4. A6 виробляється компанією Samsung за 32-нанометровою технологією із металевий гейтом з high-κ діелектриком (HKMG).

### Apple A6X
Apple A6X — система на чипі, представлена під час презентації iPad четвертого покоління 23 жовтня 2012 року. Це високопродуктивний варіант Apple A6. Apple стверджує, що A6X має вдвічі вищу продуктивність процесора і вдвічі вищу графічну продуктивність, ніж його попередник Apple A5X.
Як і в A6, ця система на чипі продовжує використовувати двоядерний процесор Swift, але має новий чотириядерний графічний процесор, чотириканальну пам'ять і дещо вищу тактову частоту процесора 1,4 ГГц. Він використовує вбудований чотирьохядерний графічний процесор PowerVR SGX 554MP4, що працює на частоті 300 МГц, і чотириканальну підсистему пам’яті. Порівняно з A6, A6X на 30 % більший, але Samsung продовжує виготовляти його за 32-нанометровою технологією із металевий гейтом з high-κ діелектриком (HKMG).

### Apple A7
Apple A7 — 64-бітна система на чипі типу пакет-на-пакеті, яка вперше з'явилася в iPhone 5S, який був представлений 10 вересня 2013 року. Чип також було використано в iPad Air, iPad Mini 2 і iPad Mini 3. Apple стверджує, що він вдвічі швидший і має вдвічі більшу графічну потужність в порівнянні з його попередником Apple A6. Чип Apple A7 є першим 64-бітним чипом, використаним в смартфоні, а пізніше в планшетному комп'ютері.
A7 оснащений 64-бітним двоядерним процесором ARMv8-A, розробленим Apple, з тактовою частотою 1,3–1,4 ГГц, який називається Cyclone, та інтегрованим графічним процесором PowerVR G6430 у конфігурації з чотирма кластерами. Архітектура ARMv8-A подвоює кількість регістрів A7 в порівнянні з A6. Тепер він має 31 регістр загального призначення, кожен із яких має ширину 64-біти, і 32 регістри з рухомою комою/NEON, кожен із яких має ширину 128 біт. A7 виробляється компанією Samsung за 28-нанометровою технологією із металевий гейтом з high-κ діелектриком (HKMG), а чип містить понад 1 мільярд транзисторів на кристалі розміром 102 мм².

### Apple A8
Apple A8 — 64-бітна система на чипі типу пакет-на-пакеті виробництва TSMC. Вперше вона зʼявилася в iPhone 6 і iPhone 6 Plus, які були представлені 9 вересня 2014 року. Через рік, на базі A8, був представлений iPad Mini 4. Apple стверджує, що вона має на 25 % продуктивніший процесор і на 50 % продуктивнішу графіку, споживаючи лише 50 % енергії в порівнянні зі своїм попередником, Apple A7. 9 лютого 2018 року Apple випустила HomePod на базі Apple A8 з 1 ГБ оперативної пам'яті.
A8 оснащена розробленим Apple 64-бітним двоядерним процесором ARMv8-A з тактовою частотою 1,4 ГГц та інтегрованим графічним процесором PowerVR GX6450 у конфігурації з чотирма кластерами. Графічний процесор має спеціальні ядра шейдерів і компілятор. A8 виготовляється за 20-нанометровим техпроцесом TSMC, який замінив Samsung як виробника процесорів для мобільних пристроїв Apple. Він містить 2 мільярди транзисторів. Незважаючи на те, що кількість транзисторів вдвічі більша в порівнянні з A7, його фізичний розмір був зменшений на 13 % до 89 мм2 (повʼязано це із щільнішим розміщенням, а не із новою мікроархітектурою).

### Apple A8X
Apple A8X — 64-бітна система на чипі, представлена під час презентації iPad Air 2 16 жовтня 2014 року. Це високопродуктивний варіант Apple A8. Apple стверджує, що він має на 40 % продуктивніший процесор і в 2,5 рази продуктивнішу графіку, ніж його попередник Apple A7.
На відміну від A8, ця система на чипі використовує триядерний процесор, новий восьмиядерний графічний процесор, двоканальну пам'ять і трохи вищу тактову частоту процесора 1,5 ГГц. Чип використовує вбудований восьмиядерний графічний процесор PowerVR GXA6850 з частотою 450 МГц і двоканальну підсистему пам’яті. Він виробляється TSMC за 20-нанометровим техпроцесом і містить 3 мільярди транзисторів.

### Apple A9
Apple A9 — 64-бітна система на чипі на базі ARM, яка вперше з'явилася в iPhone 6S і 6S Plus, що були представлені 9 вересня 2015 року. Apple стверджує, що вона має на 70 % продуктивніший процесор і на 90 % продуктивнішу графіку в порівнянні з її попередником, Apple A8. Це перша система на чипі Apple, що має подвійне джерелопостачання; вона виробляється Samsung за 14-нанометровим техпроцесом FinFET LPE і TSMC за 16-нанометровим техпроцесом FinFET. Згодом на базі чипу були випущені iPhone SE першого покоління та iPad (5‑го покоління). Apple A9 був останнім процесором, який Apple виготовила за контрактом з Samsung, наразі всі чипи A-серії виробляє TSMC.

### Apple A9X
Apple A9X — 64-бітна система на чипі, яка була анонсована 9 вересня 2015 року та випущена 11 листопада 2015 року і вперше з'явилася в iPad Pro. Чип має на 80 % продуктивніший процесор і вдвічі продуктивніший графічний процесор, ніж його попередник Apple A8X. Він виготовлений TSMC за 16-нанометровим техпроцесом FinFET.

### Apple A10 Fusion
Apple A10 Fusion — 64-бітна система на чипі на базі ARM, яка вперше з'явився в iPhone 7 і 7 Plus, що були представлені 7 вересня 2016 року. A10 також використовується в iPad шостого покоління, iPad сьомого покоління та iPod Touch сьомого покоління. Чип має нову чотириядерну архітектуру ARM big.LITTLE з двома продуктивними ядрами та двома меншими ефективними ядрами. Він на 40 % швидше, ніж A9, і має на 50 % продуктивнішу графіку. Виробляється TSMC за 16-нанометровим техпроцесом FinFET.

### Apple A10X Fusion
Apple A10X Fusion — 64-бітна система на чипі на базі ARM, яка вперше з'явилася в 10,5-дюймовому iPad Pro та другому поколінні 12,9-дюймового iPad Pro, які були представлені 5 червня 2017 року. Це варіант A10, і Apple стверджує, що він має на 30 відсотків продуктивніший процесор і на 40 відсотків продуктивніший графічний процесор, ніж його попередник, A9X. 12 вересня 2017 року Apple оголосила, що Apple TV 4K буде працювати на чипі A10X. Він виготовляється TSMC за 10-нанометровим техпроцесом FinFET.

### Apple A11 Bionic
Apple A11 Bionic — 64-бітна система на чипі на базі ARM, яка вперше з'явився в iPhone 8, iPhone 8 Plus та iPhone X, які були представлені 12 вересня 2017 року. Він має два продуктивних ядра, які на 25 % швидші, ніж A10 Fusion, чотири ефективних ядра, які на 70 % швидші, ніж енергоефективні ядра в A10, і вперше розроблений Apple триядерний графічний процесор, що має на 30 % швидшу графічну продуктивність, ніж A10. Це також перший чип A-серії, який має Neural Engine від Apple, який покращує процеси штучного інтелекту та машинного навчання.

### Apple A12 Bionic
Apple A12 Bionic — 64-бітна система на чипі на базі ARM, яка вперше з'явивилася в iPhone XS, XS Max і XR, які були представлені 12 вересня 2018 року. Вона також використовується в iPad Air третього покоління, iPad Mini п'ятого покоління та iPad восьмого покоління. Він має два продуктивних ядра, які на 15 % швидші, ніж у A11 Bionic, і чотири ефективних ядра, які споживають на 50 % менше енергії, ніж енергоефективні ядра в A11 Bionic. A12 виробляється TSMC за 7-нанометровим техпроцесом FinFET, що зробило його першим процесором за 7-нанометровим техпроцесом, що використовується в смартфоні. Він також використовується в Apple TV 6-го покоління.

### Apple A12X Bionic
Apple A12X Bionic — 64-бітна система на чипі на базі ARM, яка вперше з'явивилася в 11,0-дюймовому iPad Pro і третьому поколінні 12,9-дюймового iPad Pro, які були анонсовані 30 жовтня 2018 року. У ній на 35 % швидший одноядерний і на 90 % швидший багатоядерний процесори, ніж у його попереднику, A10X. Вона має чотири продуктивних ядра і чотири ефективних ядра. A12X виробляється TSMC за 7-нанометровим техпроцесом FinFET.

### Apple A12Z Bionic
Apple A12Z Bionic — 64-бітна система на чипі на базі ARM та A12X, яка вперше з'явилася в четвертому поколінні iPad Pro, який було анонсовано 18 березня 2020 року. A12Z також використовується в прототипі комп'ютера Developer Transition Kit, який дозволяє розробникам підготувати програмне забезпечення для комп'ютерів Mac на базі Apple silicon.

### Apple A13 Bionic
Apple A13 Bionic — 64-бітна система на чипі на базі ARM, яка вперше з'явилася в iPhone 11, 11 Pro і 11 Pro Max, які були представлені 10 вересня 2019 року. Вона також використовується в iPhone SE другого покоління (випущений 15 квітня 2020 року), iPad 9-го покоління (представлено 14 вересня 2021 року) і в Apple Studio Display (представлено 8 березня 2022 року).
Уся система на чипі A13 Bionic має загалом 18 ядер — шестиядерний центральний процесор, чотириядерний графічний процесор і восьмиядерний процесор Neural Engine, який призначений для обробки вбудованих процесів машинного навчання; чотири з шести ядер ЦП є малопотужними ядрами, які призначені для обробки менш інтенсивних процесорних операцій, таких як голосові дзвінки, перегляд вебсторінок та надсилання повідомлень, тоді як два високопродуктивних ядра використовуються лише для процесів із більшою інтенсивністю процесора, таких як запис 4K-відео або відеоігри.

### Apple A14 Bionic
Apple A14 Bionic — 64-бітна система на чипі на базі ARM, яка вперше з'явилася в iPad Air четвертого покоління та iPhone 12, що були випущені 23 жовтня 2020 року. Це перший комерційно доступний 5-нанометровий чипсет і містить 11,8 мільярдів транзисторів і 16-ядерний процесор штучного інтелекту Neural Engine. Він має DRAM Samsung LPDDR4X, 6-ядерний процесор і 4-ядерний графічний процесор з можливостями машинного навчання в реальному часі.

### Apple A15 Bionic
Apple A15 Bionic — 64-бітна система на чипі на базі ARM, яка вперше з'явилася в iPhone 13, представленому 14 вересня 2021 року. A15 вироблений за 5-нанометровим техпроцесом із 15 мільярдами транзисторів. Вона має 2 продуктивних ядра, 4 ефективних ядра, новий 5-ядерний графічний процесор для серії iPhone 13 Pro (4-ядерний для iPhone 13 і 13 mini) і новий 16-ядерний Neural Engine, що може здійснювати 15,8 трлн операцій на секунду.

### Apple A16 Bionic
Apple A16 Bionic — 64-бітна система на чипі на базі ARM, яка вперше з'явилася в iPhone 14 Pro, представленому 7 вересня 2022 року. A16 має 16 мільярдів транзисторів і побудований на базі техпроцесу TSMC N4, який Apple позиціонує як перший 4-нм процесор у смартфоні. Однак N4 є вдосконаленою версією технології N5, де-факто третього покоління 5-нм техпроцесу. Чип має 2 продуктивних процесорних ядра, 4 ефективних ядра та 5-ядерний графічний процесор. Пам’ять оновлено до LPDDR5 для збільшення пропускної здатності на 50 % та пришвидшення на 7 % роботи 16-ядерного нейронного механізму, здатного виконувати 17 трильйонів операцій на секунду.

### Список процесорів
| Загальне    | Загальне     | Загальне      | Зображення | Технологія напівпровідника                                                                                 | Технологія напівпровідника | Технологія напівпровідника                          | Технологія напівпровідника                      | Архітектура комп'ютера        | Архітектура комп'ютера | Центральний процесор          | Центральний процесор       | Центральний процесор               | Центральний процесор | Центральний процесор | Центральний процесор | Центральний процесор                           | Центральний процесор                                                  | Центральний процесор                                                  | Центральний процесор | Центральний процесор              | Графічний процесор                                                     | Графічний процесор             | Графічний процесор                | Графічний процесор | Графічний процесор | Графічний процесор           | ШІ-прискорювач           | ШІ-прискорювач    | Технологія пам'яті  | Технологія пам'яті           | Технологія пам'яті                                         | Технологія пам'яті             | Технологія пам'яті                                          | Дата першого випуску         | Пристрої, де використовується                                                                                                   | Підтримувана ОС                                                     | Підтримувана ОС                                                |                           |                               |           |         |
| Назва       | Кодова назва | Номер частини | Зображення | Техпроцес                                                                                                  | Виробник                   | Кількість транзисторів                              | Розмір кристала                                 | Архітектура системи команд ЦП | Розрядність            | Продуктивне ядро              | Продуктивне ядро           | Продуктивне ядро                   | Ефективне ядро       | Ефективне ядро       | Ефективне ядро       | Ядра в цілому                                  | Кеш                                                                   | Кеш                                                                   | Кеш                  | Кеш                               | Постачальник                                                           | Кількість ядер                 | Кількість ФБ                      | Кількість АЛП      | Частота            | FLOPS                        | Кількість ядер           | OPS               | Ширина шини пам'яті | Загальний канал Біт на канал | Тип пам'яті                                                | Теоретична пропускна здатність | Доступна ємність                                            | Дата першого випуску         | Пристрої, де використовується                                                                                                   | Початкова                                                           | Кінцева                                                        |                           |                               |           |         |
| Назва       | Кодова назва | Номер частини | Зображення | Техпроцес                                                                                                  | Виробник                   | Кількість транзисторів                              | Розмір кристала                                 | Архітектура системи команд ЦП | Розрядність            | Назва ядра                    | Кількість ядер             | Швидкість ядра                     | Назва ядра           | Кількість ядер       | Швидкість ядра       | Ядра в цілому                                  | L1                                                                    | L2                                                                    | L3                   | SLC                               | Постачальник                                                           | Кількість ядер                 | Кількість ФБ                      | Кількість АЛП      | Частота            | FLOPS                        | Кількість ядер           | OPS               | Ширина шини пам'яті | Загальний канал Біт на канал | Тип пам'яті                                                | Теоретична пропускна здатність | Доступна ємність                                            | Дата першого випуску         | Пристрої, де використовується                                                                                                   | Початкова                                                           | Кінцева                                                        |                           |                               |           |         |
| ----------- | ------------ | ------------- | ---------- | --- | -------------------------- | --------------------------------------------------- | ----------------------------------------------- | ----------------------------- | ---------------------- | ----------------------------- | -------------------------- | ---------------------------------- | -------------------- | -------------------- | -------------------- | ---------------------------------------------- | --------------------------------------------------------------------- | --------------------------------------------------------------------- | -------------------- | --------------------------------- | ---------------------------------------------------------------------- | ------------------------------ | --------------------------------- | ------------------ | ------------------ | ---------------------------- | ------------------------ | ----------------- | ------------------- | ---------------------------- | ---------------------------------------------------------- | ------------------------------ | ----------------------------------------------------------- | ---------------------------- | --- | ------------------------------------------------------------------- | -------------------------------------------------------------- | ------------------------- | ----------------------------- | --------- | ------- |
| [ a ]       | APL0098      | S5L8900       |            | 90 нм | Samsung                    |                                                     | 72 мм2                                          | ARMv6                         | 32 біти                | ARM11                         | 1                          | 412 МГц                            | Н/Д                  | Н/Д                  | Н/Д                  | Ядра в цілому                                  | Одноядерний                                                           | L1i: 16 КБ L1d: 16 КБ                                                 | Н/Д                  | Н/Д                               | Н/Д                                                                    | PowerVR MBX Lite               | 1                                 | 1                  | 8                  | 60 МГц — 103 МГц             | 0,96 GFLOPS — 1,64 FLOPS | Н/Д               | Н/Д                 | 16 біт                       | 1 канал 16 біт/канал                                       | LPDDR-266 (133 МГц)            | 533 МБ/с                                                    | 128 МБ                       | 29 червня 2007 | - iPhone (1‑го покоління) - iPhone 3G - iPod touch (1‑го покоління) | iPhone OS 1.0                                                  | iPhone OS 3.1.3 iOS 4.2.1 |                               |           |         |
| [ d ]       | APL0278      | S5L8720       |            | 65 нм | Samsung                    |                                                     | 36 мм2                                          | ARMv6                         | 32 біти                | ARM11                         | 1                          | 533 МГц                            | Н/Д                  | Н/Д                  | Н/Д                  | 103 МГц — 133 МГц                              | Одноядерний                                                           | L1i: 16 КБ L1d: 16 КБ                                                 | Н/Д                  | Н/Д                               | Н/Д                                                                    | PowerVR MBX Lite               | 1                                 | 1                  | 8                  | 1,64 GFLOPs — 2,12 GFLOPS    | 32 біти                  | Н/Д               | Н/Д                 | 1 канал 32 біти/канал        | 1066 МБ/с                                                  | LPDDR-266 (133 МГц)            | 9 вересня 2008                                              | 128 МБ                       | - iPod touch (2‑го покоління)                                                                                                   | iPhone OS 2.1.1                                                     |                                                                | iPhone OS 3.1.3 iOS 4.2.1 |                               |           |         |
| [ e ]       | APL0298      | S5L8920       |            | 65 нм | Samsung                    |                                                     | 71,8 мм2                                        | ARMv7                         | 32 біти                | Cortex-A8                     | 1                          | 600 МГц                            | Н/Д                  | Н/Д                  | Н/Д                  | L1i: 32 КБ L1d: 32 КБ                          | Одноядерний                                                           | 256 КБ                                                                | PowerVR SGX535       | Н/Д                               | Н/Д                                                                    | 2                              | 1                                 | 16                 | 200 МГц            | 6,4 GFLOPS                   | 32 біти                  | Н/Д               | Н/Д                 | 1 канал 32 біти/канал        | LPDDR-400 (200 МГц)                                        | 1,6 ГБ/с                       | 256 МБ                                                      | 19 червня 2009               | - iPhone 3GS | iPhone OS 3.0                                                       | iOS 6.1.6                                                      |                           |                               |           |         |
| [ e ]       | APL2298      | S5L8922       |            | 45 нм | Samsung                    |                                                     | 41,6 мм2                                        | ARMv7                         | 32 біти                | Cortex-A8                     | 1                          | 600 МГц                            | Н/Д                  | Н/Д                  | Н/Д                  | L1i: 32 КБ L1d: 32 КБ                          | Одноядерний                                                           | 256 КБ                                                                | PowerVR SGX535       | Н/Д                               | Н/Д                                                                    | 2                              | 1                                 | 16                 | 200 МГц            | 6,4 GFLOPS                   | 32 біти                  | Н/Д               | Н/Д                 | 1 канал 32 біти/канал        | LPDDR-400 (200 МГц)                                        | 1,6 ГБ/с                       | 256 МБ                                                      | 9 вересня 2009               | - iPod Touch (3‑го покоління)                                                                                                   | iPhone OS 3.1.1                                                     | iOS 5.1.1                                                      |                           |                               |           |         |
| A4          | APL0398      | S5L8930       |            | 45 нм | Samsung                    |                                                     | 53,3 мм2                                        | ARMv7                         | 32 біти                | Cortex-A8                     | 1                          | 800 МГц                            | Н/Д                  | Н/Д                  | Н/Д                  | L1i: 32 КБ L1d: 32 КБ                          | Одноядерний                                                           | 512 КБ                                                                | PowerVR SGX535       | Н/Д                               | Н/Д                                                                    | 2                              | 1                                 | 16                 | 200 МГц — 250 МГц  | 6,4 GFLOPS — 8,0 GFLOPS      | 64 біти                  | Н/Д               | Н/Д                 | 2 канали 32 біти/канал       | LPDDR-400 (200 МГц)                                        | 3,2 ГБ/с                       | 256 МБ                                                      | 3 квітня 2010                | - iPod touch (4‑го покоління)                                                                                                   | iPhone OS 3.2 Apple TV Software 4.0                                 | iOS 6.1.6                                                      |                           |                               |           |         |
| A4          | APL0398      | S5L8930       | 1,0 ГГц    | 45 нм | Samsung                    | - iPad (1‑го покоління) - Apple TV (2‑го покоління) | 53,3 мм2                                        | ARMv7                         | 32 біти                | Cortex-A8                     | 1                          | iOS 5.1.1 Apple TV Software 6.2.1  | Н/Д                  | Н/Д                  | Н/Д                  | L1i: 32 КБ L1d: 32 КБ                          | Одноядерний                                                           | 512 КБ                                                                | PowerVR SGX535       | Н/Д                               | Н/Д                                                                    | 2                              | 1                                 | 16                 | 200 МГц — 250 МГц  | 6,4 GFLOPS — 8,0 GFLOPS      | 64 біти                  | Н/Д               | Н/Д                 | 2 канали 32 біти/канал       | LPDDR-400 (200 МГц)                                        | 3,2 ГБ/с                       | 256 МБ                                                      | 3 квітня 2010                | | iPhone OS 3.2 Apple TV Software 4.0                                 |                                                                |                           |                               |           |         |
| A4          | APL0398      | S5L8930       | 800 МГц    | 45 нм | Samsung                    | 512 МБ                                              | 53,3 мм2                                        | ARMv7                         | 32 біти                | Cortex-A8                     | 1                          | - iPhone 4                         | Н/Д                  | Н/Д                  | Н/Д                  | L1i: 32 КБ L1d: 32 КБ                          | Одноядерний                                                           | 512 КБ                                                                | PowerVR SGX535       | Н/Д                               | Н/Д                                                                    | 2                              | 1                                 | 16                 | 200 МГц — 250 МГц  | 6,4 GFLOPS — 8,0 GFLOPS      | 64 біти                  | Н/Д               | Н/Д                 | 2 канали 32 біти/канал       | LPDDR-400 (200 МГц)                                        | 3,2 ГБ/с                       | iOS 7.1.2                                                   | 3 квітня 2010                | | iPhone OS 3.2 Apple TV Software 4.0                                 |                                                                |                           |                               |           |         |
| A5          | APL0498      | S5L8940       |            | 45 нм | Samsung                    | 512 МБ                                              |                                                 | ARMv7                         | 32 біти                | 122,2 мм2                     | Cortex-A9                  | 2                                  | Н/Д                  | Н/Д                  | Н/Д                  | L1i: 32 КБ L1d: 32 КБ                          | 800 МГц                                                               | Двоядерний                                                            | 1 МБ                 | Н/Д                               | Н/Д                                                                    | PowerVR SGX543                 | 2                                 | 4                  | 32                 | 200 МГц                      | 64 біти                  | Н/Д               | Н/Д                 | 2 канали 32 біти/канал       | 12,8 GFLOPS                                                | LPDDR2-800 (400 МГц)           | 6,4 ГБ/с                                                    | 11 березня 2011              | - iPhone 4S | iOS 4.3                                                             | iOS 9.3.5 iOS 9.3.6 Apple TV Software 7.6.2                    |                           |                               |           |         |
| A5          | APL0498      | S5L8940       | 1,0 ГГц    | 45 нм | Samsung                    | 512 МБ                                              | - iPad 2 (iPad2,1; iPad2,2; iPad2,3)            | ARMv7                         | 32 біти                | 122,2 мм2                     | Cortex-A9                  | 2                                  | Н/Д                  | Н/Д                  | Н/Д                  | L1i: 32 КБ L1d: 32 КБ                          |                                                                       | Двоядерний                                                            | 1 МБ                 | Н/Д                               | Н/Д                                                                    | PowerVR SGX543                 | 2                                 | 4                  | 32                 | 200 МГц                      | 64 біти                  | Н/Д               | Н/Д                 | 2 канали 32 біти/канал       | 12,8 GFLOPS                                                | LPDDR2-800 (400 МГц)           | 6,4 ГБ/с                                                    | 11 березня 2011              | | iOS 4.3                                                             | iOS 9.3.5 iOS 9.3.6 Apple TV Software 7.6.2                    |                           |                               |           |         |
| A5          | APL2498      | S5L8942       |            | 32 нм Hκ MG                                                                                                | Samsung                    | 512 МБ                                              |                                                 | ARMv7                         | 32 біти                | 69,6 мм2                      | Cortex-A9                  | 2                                  | Н/Д                  | Н/Д                  | Н/Д                  | L1i: 32 КБ L1d: 32 КБ                          | 800 МГц                                                               | Двоядерний                                                            | 1 МБ                 | Н/Д                               | Н/Д                                                                    | PowerVR SGX543                 | 2                                 | 4                  | 32                 | 200 МГц                      | 64 біти                  | Н/Д               | Н/Д                 | 2 канали 32 біти/канал       | 12,8 GFLOPS                                                | LPDDR2-800 (400 МГц)           | 6,4 ГБ/с                                                    | 7 березня 2012               | - iPod Touch (5‑го покоління)                                                                                                   | iOS 5.1                                                             | iOS 9.3.5 iOS 9.3.6 Apple TV Software 7.6.2                    |                           |                               |           |         |
| A5          | APL2498      | S5L8942       | 1,0 ГГц    | 32 нм Hκ MG                                                                                                | Samsung                    | 512 МБ                                              | - iPad 2 (iPad2,4) - iPad Mini (1-го покоління) | ARMv7                         | 32 біти                | 69,6 мм2                      | Cortex-A9                  | 2                                  | Н/Д                  | Н/Д                  | Н/Д                  | L1i: 32 КБ L1d: 32 КБ                          |                                                                       | Двоядерний                                                            | 1 МБ                 | Н/Д                               | Н/Д                                                                    | PowerVR SGX543                 | 2                                 | 4                  | 32                 | 200 МГц                      | 64 біти                  | Н/Д               | Н/Д                 | 2 канали 32 біти/канал       | 12,8 GFLOPS                                                | LPDDR2-800 (400 МГц)           | 6,4 ГБ/с                                                    | 7 березня 2012               | | iOS 5.1                                                             | iOS 9.3.5 iOS 9.3.6 Apple TV Software 7.6.2                    |                           |                               |           |         |
| A5          | APL2498      | S5L8942       | 1,0 ГГц    | 32 нм Hκ MG                                                                                                | Samsung                    | 512 МБ                                              | 2 (Одне ядро заблоковано)                       | ARMv7                         | 32 біти                | 69,6 мм2                      | Cortex-A9                  | Двоядерний Фактично одноядерний    | Н/Д                  | Н/Д                  | Н/Д                  | L1i: 32 КБ L1d: 32 КБ                          | - Apple TV (3‑го покоління)                                           | Apple TV Software 5.0                                                 | 1 МБ                 | Н/Д                               | Н/Д                                                                    | PowerVR SGX543                 | 2                                 | 4                  | 32                 | 200 МГц                      | 64 біти                  | Н/Д               | Н/Д                 | 2 канали 32 біти/канал       | 12,8 GFLOPS                                                | LPDDR2-800 (400 МГц)           | 6,4 ГБ/с                                                    | 7 березня 2012               | |                                                                     | iOS 9.3.5 iOS 9.3.6 Apple TV Software 7.6.2                    |                           |                               |           |         |
| A5          | APL7498      | S5L8947       | 1,0 ГГц    | 32 нм Hκ MG                                                                                                | Samsung                    | 512 МБ                                              |                                                 | ARMv7                         | 32 біти                |                               | Cortex-A9                  | 37,8 мм2                           | Н/Д                  | Н/Д                  | Н/Д                  | L1i: 32 КБ L1d: 32 КБ                          | 1                                                                     | Одноядерний                                                           | 1 МБ                 | Н/Д                               | Н/Д                                                                    | PowerVR SGX543                 | 2                                 | 4                  | 32                 | 200 МГц                      | 64 біти                  | Н/Д               | Н/Д                 | 2 канали 32 біти/канал       | 12,8 GFLOPS                                                | LPDDR2-800 (400 МГц)           | 6,4 ГБ/с                                                    | 28 січня 2013                | - Apple TV (3‑го покоління, Rev. A, A1469)                                                                                      | Apple TV Software 5.2                                               | iOS 9.3.5 iOS 9.3.6 Apple TV Software 7.6.2                    |                           |                               |           |         |
| A5X         | APL5498      | S5L8945       | 1,0 ГГц    | | Samsung                    | 45 нм                                               |                                                 | ARMv7                         | 32 біти                | 165 мм2                       | Cortex-A9                  | 2                                  | Н/Д                  | Н/Д                  | Н/Д                  | L1i: 32 КБ L1d: 32 КБ                          | Двоядерний                                                            | 4                                                                     | 1 МБ                 | Н/Д                               | Н/Д                                                                    | PowerVR SGX543                 | 8                                 | 64                 | 25,6 GFLOPS        | 200 МГц                      | 128 біт                  | Н/Д               | Н/Д                 | 4 канали 32 біти/канал       | 12,8 ГБ/с                                                  | LPDDR2-800 (400 МГц)           | 1 ГБ                                                        | 16 березня 2012              | - iPad (3-го покоління) | iOS 5.1                                                             | iOS 9.3.5 iOS 9.3.6 Apple TV Software 7.6.2                    |                           |                               |           |         |
| A6          | APL0598      | S5L8950       |            | 32 нм Hκ MG                                                                                                | Samsung                    |                                                     | 96,71 мм2                                       | ARMv7s                        | 32 біти                | Swift                         | 1,3 ГГц                    | 2                                  | Н/Д                  | Н/Д                  | Н/Д                  | L1i: 32 КБ L1d: 32 КБ                          | Двоядерний                                                            | 3                                                                     | 1 МБ                 | Н/Д                               | Н/Д                                                                    | PowerVR SGX543                 | 6                                 | 48                 | 266 МГц            | 68,0 GFLOPS                  | 64 біти                  | Н/Д               | Н/Д                 | 2 канали 32 біти/канал       | LPDDR2-1066 (533 МГц)                                      | 8,5 ГБ/с                       | 1 ГБ                                                        | 21 вересня 2012              | - iPhone 5 - iPhone 5C | iOS 6.0                                                             | iOS 10.3.3 iOS 10.3.4                                          |                           |                               |           |         |
| A6          | APL5598      | S5L8955       |            | 32 нм Hκ MG                                                                                                | Samsung                    |                                                     | 123 мм2                                         | ARMv7s                        | 32 біти                | Swift                         | 1,4 ГГц                    | 2                                  | Н/Д                  | Н/Д                  | Н/Д                  | L1i: 32 КБ L1d: 32 КБ                          | Двоядерний                                                            | PowerVR SGX554                                                        | 1 МБ                 | Н/Д                               | Н/Д                                                                    | 4                              | 16                                | 128                | 300 МГц            | 76,8 GFLOPS                  | 128 біт                  | Н/Д               | Н/Д                 | 4 канали 32 біти/канал       | LPDDR2-1066 (533 МГц)                                      | 17,0 ГБ/с                      | 1 ГБ                                                        | 2 листопада 2012             | - iPad (4-го покоління) | iOS 6.0                                                             | iOS 10.3.3 iOS 10.3.4                                          |                           |                               |           |         |
| A7          | APL0698      | S5L8960       |            | 28 нм Hκ MG                                                                                                | Samsung                    | 1 мільярд                                           | 102 мм2                                         | ARMv8.0-A                     | 64 біти                | Cyclone                       | 1,3 ГГц                    | 2                                  | Н/Д                  | Н/Д                  | Н/Д                  | L1i: 64 КБ L1d: 64 КБ                          | Двоядерний                                                            | 4 МБ (Inclusive)                                                      | 1 МБ                 | PowerVR G6430                     | Н/Д                                                                    | 4                              | 16                                | 128                | 450 МГц            | 115,2 GFLOPS                 | 64 біти                  | Н/Д               | Н/Д                 | 1 канал 64 біти/канал        | LPDDR3-1600 (800 МГц)                                      | 12,8 ГБ/с                      | 1 ГБ                                                        | 20 вересня 2013              | - iPhone 5S - iPad Mini 2 - iPad Mini 3                                                                                         | iOS 7.0                                                             | iOS 12.5.5                                                     |                           |                               |           |         |
| A7          | APL5698      | S5L8965       |            | 28 нм Hκ MG                                                                                                | Samsung                    | 1 мільярд                                           | 102 мм2                                         | ARMv8.0-A                     | 64 біти                | Cyclone                       | 1,4 ГГц                    | 2                                  | Н/Д                  | Н/Д                  | Н/Д                  | L1i: 64 КБ L1d: 64 КБ                          | Двоядерний                                                            | 4 МБ (Inclusive)                                                      | 1 МБ                 | PowerVR G6430                     | Н/Д                                                                    | 4                              | 16                                | 128                | 450 МГц            | 115,2 GFLOPS                 | 64 біти                  | Н/Д               | Н/Д                 | 1 канал 64 біти/канал        | LPDDR3-1600 (800 МГц)                                      | 12,8 ГБ/с                      | 1 ГБ                                                        | 1 листопада 2013             | - iPad Air (1‑го покоління) | iOS 7.0.3                                                           | iOS 12.5.5                                                     |                           |                               |           |         |
| A8          | APL1011      | T7000         |            | 20 нм Hκ MG                                                                                                | TSMC                       | 2 мільярди                                          | 89 мм2                                          | ARMv8.0-A                     | 64 біти                | Typhoon                       | 1,1 ГГц                    | 2                                  | Н/Д                  | Н/Д                  | Н/Д                  | L1i: 64 КБ L1d: 64 КБ                          | Двоядерний                                                            | 4 МБ (Inclusive)                                                      | 1 МБ                 | PowerVR GX6450                    | Н/Д                                                                    | 4                              | 16                                | 128                | 533 МГц            | 136,4 GFLOPS                 | 64 біти                  | Н/Д               | Н/Д                 | 1 канал 64 біти/канал        | LPDDR3-1600 (800 МГц)                                      | 12,8 ГБ/с                      | 1 ГБ                                                        | 19 вересня 2014              | - iPod Touch (6‑го покоління)                                                                                                   | iOS 8.0                                                             | iOS 12.5.5                                                     |                           |                               |           |         |
| A8          | APL1011      | T7000         | 1,4 ГГц    | 20 нм Hκ MG                                                                                                | TSMC                       | 2 мільярди                                          | 89 мм2                                          | ARMv8.0-A                     | 64 біти                | Typhoon                       | - iPhone 6 - iPhone 6 Plus | 2                                  | Н/Д                  | Н/Д                  | Н/Д                  | L1i: 64 КБ L1d: 64 КБ                          | Двоядерний                                                            | 4 МБ (Inclusive)                                                      | 1 МБ                 | PowerVR GX6450                    | Н/Д                                                                    | 4                              | 16                                | 128                | 533 МГц            | 136,4 GFLOPS                 | 64 біти                  | Н/Д               | Н/Д                 | 1 канал 64 біти/канал        | LPDDR3-1600 (800 МГц)                                      | 12,8 ГБ/с                      | 1 ГБ                                                        | 19 вересня 2014              | | iOS 8.0                                                             | iOS 12.5.5                                                     |                           |                               |           |         |
| A8          | APL1011      | T7000         | 1,4 ГГц    | 20 нм Hκ MG                                                                                                | TSMC                       | 2 мільярди                                          | 89 мм2                                          | ARMv8.0-A                     | 64 біти                | Typhoon                       | - HomePod                  | 2                                  | Н/Д                  | Н/Д                  | Н/Д                  | L1i: 64 КБ L1d: 64 КБ                          | Двоядерний                                                            | 4 МБ (Inclusive)                                                      | 1 МБ                 | PowerVR GX6450                    | Н/Д                                                                    | 4                              | 16                                | 128                | 533 МГц            | 136,4 GFLOPS                 | 64 біти                  | Н/Д               | Н/Д                 | 1 канал 64 біти/канал        | LPDDR3-1600 (800 МГц)                                      | 12,8 ГБ/с                      | 1 ГБ                                                        | 19 вересня 2014              | audioOS 11.0 | HomePod Software 15.5.1 (Поточна)                                   |                                                                |                           |                               |           |         |
| A8          | APL1011      | T7000         | 1,5 ГГц    | 20 нм Hκ MG                                                                                                | TSMC                       | 2 мільярди                                          | 89 мм2                                          | ARMv8.0-A                     | 64 біти                | Typhoon                       | 2 ГБ                       | 2                                  | Н/Д                  | Н/Д                  | Н/Д                  | L1i: 64 КБ L1d: 64 КБ                          | Двоядерний                                                            | 4 МБ (Inclusive)                                                      | 1 МБ                 | PowerVR GX6450                    | Н/Д                                                                    | 4                              | 16                                | 128                | 533 МГц            | 136,4 GFLOPS                 | 64 біти                  | Н/Д               | Н/Д                 | 1 канал 64 біти/канал        | LPDDR3-1600 (800 МГц)                                      | 12,8 ГБ/с                      | - iPad Mini 4 - Apple TV HD                                 | 19 вересня 2014              | iOS 8.0 tvOS 9.0 | iOS 15.5 (Поточна) iPadOS 15.5 (Поточна) tvOS 15.5.1 (Поточна)      |                                                                |                           |                               |           |         |
| A8X         | APL1021      | T7001         |            | 20 нм Hκ MG                                                                                                | TSMC                       | 3 мільярди                                          | 128 мм2                                         | ARMv8.0-A                     | 64 біти                | Typhoon                       | 2 ГБ                       | 3                                  | Н/Д                  | Н/Д                  | Н/Д                  | L1i: 64 КБ L1d: 64 КБ                          | 1,5 ГГц                                                               | 4 МБ (Inclusive)                                                      | 3-ядерний            | 2 МБ                              | Н/Д                                                                    | PowerVR GX6850                 | 8                                 | 32                 | 256                | 450 МГц                      | 230,4 GFLOPS             | Н/Д               | Н/Д                 | 128 біт                      | LPDDR3-1600 (800 МГц)                                      | 2 канали 64 біти/канал         | 25,6 ГБ/с                                                   | 22 жовтня 2014               | - iPad Air 2 | iOS 15.5 (Поточна) iPadOS 15.5 (Поточна) tvOS 15.5.1 (Поточна)      | iOS 8.1                                                        |                           |                               |           |         |
| A9          | APL0898      | S8000         |            | 14 нм FinFET                                                                                               | Samsung                    | ≥ 2 мільярди                                        | 96 мм2                                          | ARMv8.0-A                     | 64 біти                | Twister                       | 2 ГБ                       | 2                                  | Н/Д                  | Н/Д                  | Н/Д                  | L1i: 64 КБ L1d: 64 КБ                          | 1,85 ГГц                                                              | Двоядерний                                                            | 3 МБ                 | 4 МБ (Victim)                     | Н/Д                                                                    | PowerVR GT7600                 | 6                                 | 24                 | 192                | 650 МГц                      | 249,6 GFLOPS             | Н/Д               | Н/Д                 | 64 біти                      | 1 канал 64 біти/канал                                      | LPDDR4-3200 (1600 МГц)         | 25,6 ГБ/с                                                   | 25 вересня 2015              | - iPhone 6S - iPhone 6S Plus - iPhone SE (1-го покоління) - iPad (5‑го покоління)                                               | iOS 15.5 (Поточна) iPadOS 15.5 (Поточна) tvOS 15.5.1 (Поточна)      | iOS 9.0                                                        |                           |                               |           |         |
| A9          | APL1022      | S8003         |            | 16 нм FinFET                                                                                               | TSMC                       | ≥ 2 мільярди                                        | 104,5 мм2                                       | ARMv8.0-A                     | 64 біти                | Twister                       | 2 ГБ                       | 2                                  | Н/Д                  | Н/Д                  | Н/Д                  | L1i: 64 КБ L1d: 64 КБ                          | 1,85 ГГц                                                              | Двоядерний                                                            | 3 МБ                 | 4 МБ (Victim)                     | Н/Д                                                                    | PowerVR GT7600                 | 6                                 | 24                 | 192                | 650 МГц                      | 249,6 GFLOPS             | Н/Д               | Н/Д                 | 64 біти                      | 1 канал 64 біти/канал                                      | LPDDR4-3200 (1600 МГц)         | 25,6 ГБ/с                                                   | 25 вересня 2015              | - iPhone 6S - iPhone 6S Plus - iPhone SE (1-го покоління) - iPad (5‑го покоління)                                               | iOS 15.5 (Поточна) iPadOS 15.5 (Поточна) tvOS 15.5.1 (Поточна)      | iOS 9.0                                                        |                           |                               |           |         |
| A9X         | APL1021      | S8001         |            | 16 нм FinFET                                                                                               | TSMC                       | ≥ 3 мільярди                                        | 143,9 мм2                                       | ARMv8.0-A                     | 64 біти                | Twister                       | 2 ГБ                       | 2                                  | Н/Д                  | Н/Д                  | Н/Д                  | L1i: 64 КБ L1d: 64 КБ                          | 2,16 ГГц                                                              | Двоядерний                                                            | 3 МБ                 | Н/Д                               | Н/Д                                                                    | PowerVR GT7850                 | 12                                | 48                 | 384                | 650 МГц                      | 499,2 GFLOPS             | Н/Д               | Н/Д                 | 128 біт (фактично 64 біти)   | 2 канали (oneодин канал не використовується) 64 біти/канал | LPDDR4-3200 (1600 МГц)         | 25,6 ГБ/с                                                   | 11 листопада 2015            | - iPad Pro 9,7 дюймів | iOS 15.5 (Поточна) iPadOS 15.5 (Поточна) tvOS 15.5.1 (Поточна)      | iOS 9.1                                                        |                           |                               |           |         |
| A9X         | APL1021      | S8001         | 2,26 ГГц   | 16 нм FinFET                                                                                               | TSMC                       | ≥ 3 мільярди                                        | 143,9 мм2                                       | ARMv8.0-A                     | 64 біти                | Twister                       | 128 біт                    | 2                                  | Н/Д                  | Н/Д                  | Н/Д                  | L1i: 64 КБ L1d: 64 КБ                          | 2 канали 64 біти/канал                                                | Двоядерний                                                            | 3 МБ                 | Н/Д                               | Н/Д                                                                    | PowerVR GT7850                 | 12                                | 48                 | 384                | 650 МГц                      | 499,2 GFLOPS             | Н/Д               | Н/Д                 | 51,2 ГБ/с                    | 4 ГБ                                                       | LPDDR4-3200 (1600 МГц)         | - iPad Pro 12,9 дюйма (1‑го покоління)                      | 11 листопада 2015            | | iOS 15.5 (Поточна) iPadOS 15.5 (Поточна) tvOS 15.5.1 (Поточна)      | iOS 9.1                                                        |                           |                               |           |         |
| A10 Fusion  | APL1W24      | T8010         |            | 16 нм FinFET                                                                                               | TSMC                       | 3,3 мільярди                                        | 125 мм2                                         | ARMv8.1-A                     | 64 біти                | Hurricane                     | 2                          | 1,64 ГГц                           | Zephyr               | 2                    | 1,09 ГГц             | Чотириядерний (Одночасно працюють лише 2 ядра) | Прод. ядро: L1i: 64 КБ L1d: 64 КБ Ефек. ядро: L1i: 32 КБ L1d: 32 КБ   | Прод. ядро: 3 МБ Ефек. ядро: 1 МБ                                     | 4 МБ                 | PowerVR GT7600 Plus               | Н/Д                                                                    | 6                              | 24                                | 192                | 900 МГц            | 345,6 GFLOPS                 | 64 біти                  | Н/Д               | Н/Д                 | 1 канал 64 біти/канал        | 25,6 ГБ/с                                                  | LPDDR4-3200 (1600 МГц)         | 2 ГБ                                                        | 16 вересня 2016              | - iPod Touch (7‑го покоління)                                                                                                   | iOS 15.5 (Поточна) iPadOS 15.5 (Поточна) tvOS 15.5.1 (Поточна)      | iOS 10.0                                                       |                           |                               |           |         |
| A10 Fusion  | APL1W24      | T8010         | 2,34 ГГц   | 16 нм FinFET                                                                                               | TSMC                       | 3,3 мільярди                                        | 125 мм2                                         | ARMv8.1-A                     | 64 біти                | Hurricane                     | 2                          | - iPhone 7 - iPad (6‑го покоління) | Zephyr               | 2                    | 1,09 ГГц             | Чотириядерний (Одночасно працюють лише 2 ядра) | Прод. ядро: L1i: 64 КБ L1d: 64 КБ Ефек. ядро: L1i: 32 КБ L1d: 32 КБ   | Прод. ядро: 3 МБ Ефек. ядро: 1 МБ                                     | 4 МБ                 | PowerVR GT7600 Plus               | Н/Д                                                                    | 6                              | 24                                | 192                | 900 МГц            | 345,6 GFLOPS                 | 64 біти                  | Н/Д               | Н/Д                 | 1 канал 64 біти/канал        | 25,6 ГБ/с                                                  | LPDDR4-3200 (1600 МГц)         | 2 ГБ                                                        | 16 вересня 2016              | | iOS 15.5 (Поточна) iPadOS 15.5 (Поточна) tvOS 15.5.1 (Поточна)      | iOS 10.0                                                       |                           |                               |           |         |
| A10 Fusion  | APL1W24      | T8010         | 2,34 ГГц   | 16 нм FinFET                                                                                               | TSMC                       | 3,3 мільярди                                        | 125 мм2                                         | ARMv8.1-A                     | 64 біти                | Hurricane                     | 2                          | 3 ГБ                               | Zephyr               | 2                    | 1,09 ГГц             | Чотириядерний (Одночасно працюють лише 2 ядра) | Прод. ядро: L1i: 64 КБ L1d: 64 КБ Ефек. ядро: L1i: 32 КБ L1d: 32 КБ   | Прод. ядро: 3 МБ Ефек. ядро: 1 МБ                                     | 4 МБ                 | PowerVR GT7600 Plus               | Н/Д                                                                    | 6                              | 24                                | 192                | 900 МГц            | 345,6 GFLOPS                 | 64 біти                  | Н/Д               | Н/Д                 | 1 канал 64 біти/канал        | 25,6 ГБ/с                                                  | LPDDR4-3200 (1600 МГц)         | - iPhone 7 Plus - iPad (7‑го покоління)                     | 16 вересня 2016              | | iOS 15.5 (Поточна) iPadOS 15.5 (Поточна) tvOS 15.5.1 (Поточна)      | iOS 10.0                                                       |                           |                               |           |         |
| A10X Fusion | APL1071      | T8011         |            | 10 нм FinFET                                                                                               | TSMC                       | ≥ 4 мільярди                                        | 96,4 мм2                                        | ARMv8.1-A                     | 64 біти                | Hurricane                     | 3                          | 2,38 ГГц                           | Zephyr               | 3                    | 1,30 ГГц             | 6-ядерний (Одночасно працюють лише 3 ядра)     | Прод. ядро: L1i: 64 КБ L1d: 64 КБ Ефек. ядро: L1i: 32 КБ L1d: 32 КБ   | Прод. ядро: 8 МБ Ефек. ядро: 1 МБ                                     | Н/Д                  | PowerVR GT7600 Plus               | 4 МБ                                                                   | 12                             | 48                                | 384                | 1000 МГц           | 768,0 GFLOPS                 | 128 біт                  | Н/Д               | Н/Д                 | 2 канали 64 біти/канал       | 51,2 ГБ/с                                                  | LPDDR4-3200 (1600 МГц)         | 3 ГБ                                                        | 13 червня 2017               | - Apple TV 4K (2017) | iOS 15.5 (Поточна) iPadOS 15.5 (Поточна) tvOS 15.5.1 (Поточна)      | tvOS 11.0                                                      |                           |                               |           |         |
| A10X Fusion | APL1071      | T8011         | 4 ГБ       | 10 нм FinFET                                                                                               | TSMC                       | ≥ 4 мільярди                                        | 96,4 мм2                                        | ARMv8.1-A                     | 64 біти                | Hurricane                     | 3                          | 2,38 ГГц                           | Zephyr               | 3                    | 1,30 ГГц             | 6-ядерний (Одночасно працюють лише 3 ядра)     | Прод. ядро: L1i: 64 КБ L1d: 64 КБ Ефек. ядро: L1i: 32 КБ L1d: 32 КБ   | Прод. ядро: 8 МБ Ефек. ядро: 1 МБ                                     | Н/Д                  | PowerVR GT7600 Plus               | 4 МБ                                                                   | 12                             | 48                                | 384                | 1000 МГц           | 768,0 GFLOPS                 | 128 біт                  | Н/Д               | Н/Д                 | 2 канали 64 біти/канал       | 51,2 ГБ/с                                                  | LPDDR4-3200 (1600 МГц)         | - iPad Pro 12,9 дюйма (2‑го покоління) - iPad Pro 10.5-inch | 13 червня 2017               | iOS 10.3.2 | iOS 15.5 (Поточна) iPadOS 15.5 (Поточна) tvOS 15.5.1 (Поточна)      |                                                                |                           |                               |           |         |
| A11 Bionic  | APL1W72      | T8015         |            | 10 нм FinFET                                                                                               | TSMC                       | 4,3 мільярди                                        | 87,66 мм2                                       | ARMv8.2-A                     | 64 біти                | Monsoon                       | 2                          | 2,39 ГГц                           | Mistral              | 4                    | 1,19 ГГц             | 6-ядерний                                      | Прод. ядро: L1i: 64 КБ L1d: 64 КБ Ефек. ядро: L1i: 32 КБ L1d: 32 КБ   | Прод. ядро: 8 МБ Ефек. ядро: 1 МБ                                     | Н/Д                  | Перше покоління розробки Apple    | 4 МБ                                                                   | 3                              | 24                                | 192                | 1066 МГц           | 409,3 GFLOPS                 | 2                        | 600 мільярдів OPS | 64 біти             | 1 канал 64 біти/канал        | LPDDR4X-4266 (2133 МГц)                                    | 34,1 ГБ/с                      | 2 ГБ                                                        | 22 вересня 2017              | - iPhone 8 | iOS 15.5 (Поточна) iPadOS 15.5 (Поточна) tvOS 15.5.1 (Поточна)      | iOS 11.0                                                       |                           |                               |           |         |
| A11 Bionic  | APL1W72      | T8015         | 3 ГБ       | 10 нм FinFET                                                                                               | TSMC                       | 4,3 мільярди                                        | 87,66 мм2                                       | ARMv8.2-A                     | 64 біти                | Monsoon                       | 2                          | 2,39 ГГц                           | Mistral              | 4                    | 1,19 ГГц             | 6-ядерний                                      | Прод. ядро: L1i: 64 КБ L1d: 64 КБ Ефек. ядро: L1i: 32 КБ L1d: 32 КБ   | Прод. ядро: 8 МБ Ефек. ядро: 1 МБ                                     | Н/Д                  | Перше покоління розробки Apple    | 4 МБ                                                                   | 3                              | 24                                | 192                | 1066 МГц           | 409,3 GFLOPS                 | 2                        | 600 мільярдів OPS | 64 біти             | 1 канал 64 біти/канал        | LPDDR4X-4266 (2133 МГц)                                    | 34,1 ГБ/с                      | - iPhone 8 Plus - iPhone X                                  | 22 вересня 2017              | | iOS 15.5 (Поточна) iPadOS 15.5 (Поточна) tvOS 15.5.1 (Поточна)      | iOS 11.0                                                       |                           |                               |           |         |
| A12 Bionic  | APL1W81      | T8020         | 3 ГБ       | | TSMC                       | 7 нм FinFET (N7)                                    | 6,9 мільярдів                                   | 83,27 мм2                     | 64 біти                | ARMv8.3-A                     | 2                          | Vortex                             | 2,49 ГГц             | 4                    | Tempest              | 6-ядерний                                      | 1,59 ГГц                                                              | Прод. ядро: L1i: 128 КБ L1d: 128 КБ Ефек. ядро: L1i: 32 КБ L1d: 32 КБ | Н/Д                  | Прод. ядро: 8 МБ Ефек. ядро: 2 МБ | 8 МБ                                                                   | Друге покоління розробки Apple | 4                                 | 32                 | 256                | 1125 МГц                     | 576,0 GFLOPS             | 8                 | 64 біти             | 1 канал 64 біти/канал        | LPDDR4X-4266 (2133 МГц)                                    | 34,1 ГБ/с                      | 5 TOPS                                                      | 21 вересня 2018              | - iPhone XR - iPad Air (3-го покоління) - iPad Mini (5‑го покоління) - iPad (8-го покоління) - Apple TV 4K (2021)               | iOS 15.5 (Поточна) iPadOS 15.5 (Поточна) tvOS 15.5.1 (Поточна)      | iOS 12.0 tvOS 14.5                                             |                           |                               |           |         |
| A12 Bionic  | APL1W81      | T8020         | 4 ГБ       | - iPhone XS - iPhone XS Max                                                                                | TSMC                       | 7 нм FinFET (N7)                                    | 6,9 мільярдів                                   | 83,27 мм2                     | 64 біти                | ARMv8.3-A                     | 2                          | Vortex                             | 2,49 ГГц             | 4                    | Tempest              | 6-ядерний                                      | 1,59 ГГц                                                              | Прод. ядро: L1i: 128 КБ L1d: 128 КБ Ефек. ядро: L1i: 32 КБ L1d: 32 КБ | Н/Д                  | Прод. ядро: 8 МБ Ефек. ядро: 2 МБ | 8 МБ                                                                   | Друге покоління розробки Apple | 4                                 | 32                 | 256                | 1125 МГц                     | 576,0 GFLOPS             | 8                 | 64 біти             | 1 канал 64 біти/канал        | LPDDR4X-4266 (2133 МГц)                                    | 34,1 ГБ/с                      | 5 TOPS                                                      | 21 вересня 2018              | | iOS 15.5 (Поточна) iPadOS 15.5 (Поточна) tvOS 15.5.1 (Поточна)      | iOS 12.0 tvOS 14.5                                             |                           |                               |           |         |
| A12X Bionic | APL1083      | T8027         | 4 ГБ       | | TSMC                       | 7 нм FinFET (N7)                                    | 10 мільярдів                                    | 135 мм2                       | 64 біти                | ARMv8.3-A                     | 4                          | Vortex                             | 2,49 ГГц             | 4                    | Tempest              | 8-ядерний                                      | 1,59 ГГц                                                              | Прод. ядро: L1i: 128 КБ L1d: 128 КБ Ефек. ядро: L1i: 32 КБ L1d: 32 КБ | Н/Д                  | Прод. ядро: 8 МБ Ефек. ядро: 2 МБ | 8 МБ                                                                   | Друге покоління розробки Apple | 7                                 | 56                 | 448                | 1340 МГц                     | 1,20 TFLOPS              | 8                 | 128 біт             | 2 канали 64 біти/канал       | LPDDR4X-4266 (2133 МГц)                                    | 68,2 ГБ/с                      | 5 TOPS                                                      | 7 листопада 2018             | - iPad Pro 12,9 дюйма (3‑го покоління) (ємністю 64 ГБ, 256 ГБ та 512 ГБ) - iPad Pro 11 дюймів (ємністю 64 ГБ, 256 ГБ та 512 ГБ) | iOS 15.5 (Поточна) iPadOS 15.5 (Поточна) tvOS 15.5.1 (Поточна)      | iOS 12.1                                                       |                           |                               |           |         |
| A12X Bionic | APL1083      | T8027         | 6 ГБ       | - iPad Pro 12,9 дюйма (3‑го покоління) (ємністю 1 ТБ) - iPad Pro 11 дюймів (1‑го покоління) (ємністю 1 ТБ) | TSMC                       | 7 нм FinFET (N7)                                    | 10 мільярдів                                    | 135 мм2                       | 64 біти                | ARMv8.3-A                     | 4                          | Vortex                             | 2,49 ГГц             | 4                    | Tempest              | 8-ядерний                                      | 1,59 ГГц                                                              | Прод. ядро: L1i: 128 КБ L1d: 128 КБ Ефек. ядро: L1i: 32 КБ L1d: 32 КБ | Н/Д                  | Прод. ядро: 8 МБ Ефек. ядро: 2 МБ | 8 МБ                                                                   | Друге покоління розробки Apple | 7                                 | 56                 | 448                | 1340 МГц                     | 1,20 TFLOPS              | 8                 | 128 біт             | 2 канали 64 біти/канал       | LPDDR4X-4266 (2133 МГц)                                    | 68,2 ГБ/с                      | 5 TOPS                                                      | 7 листопада 2018             | | iOS 15.5 (Поточна) iPadOS 15.5 (Поточна) tvOS 15.5.1 (Поточна)      | iOS 12.1                                                       |                           |                               |           |         |
| A12Z Bionic | APL1083      | T8027         | 6 ГБ       | | TSMC                       | 7 нм FinFET (N7)                                    | 10 мільярдів                                    | 135 мм2                       | 64 біти                | ARMv8.3-A                     | 4                          | Vortex                             | 2,49 ГГц             | 4                    | Tempest              | 8-ядерний                                      | 1,59 ГГц                                                              | Прод. ядро: L1i: 128 КБ L1d: 128 КБ Ефек. ядро: L1i: 32 КБ L1d: 32 КБ | Н/Д                  | Прод. ядро: 8 МБ Ефек. ядро: 2 МБ | 8 МБ                                                                   | Друге покоління розробки Apple | 8                                 | 64                 | 512                | 1340 МГц                     | 1,37 TFLOPS              | 8                 | 128 біт             | 2 канали 64 біти/канал       | LPDDR4X-4266 (2133 МГц)                                    | 68,2 ГБ/с                      | 5 TOPS                                                      | 25 березня 2020              | - iPad Pro 12,9 дюйма (4‑го покоління) - iPad Pro 11 дюймів (2‑го покоління)                                                    | iOS 15.5 (Поточна) iPadOS 15.5 (Поточна) tvOS 15.5.1 (Поточна)      | iPadOS 13.4                                                    |                           |                               |           |         |
| A12Z Bionic | APL1083      | T8027         | 16 ГБ      | 22 червня 2020                                                                                             | TSMC                       | 7 нм FinFET (N7)                                    | 10 мільярдів                                    | 135 мм2                       | 64 біти                | ARMv8.3-A                     | 4                          | Vortex                             | 2,49 ГГц             | 4                    | Tempest              | 8-ядерний                                      | 1,59 ГГц                                                              | Прод. ядро: L1i: 128 КБ L1d: 128 КБ Ефек. ядро: L1i: 32 КБ L1d: 32 КБ | Н/Д                  | Прод. ядро: 8 МБ Ефек. ядро: 2 МБ | 8 МБ                                                                   | Друге покоління розробки Apple | 8                                 | 64                 | 512                | 1340 МГц                     | 1,37 TFLOPS              | 8                 | 128 біт             | 2 канали 64 біти/канал       | LPDDR4X-4266 (2133 МГц)                                    | 68,2 ГБ/с                      | 5 TOPS                                                      | - Developer Transition Kit   | macOS Big Sur 11.0 Beta 1 | macOS Big Sur 11.3 Beta 2                                           |                                                                |                           |                               |           |         |
| A13 Bionic  | APL1W85      | T8030         |            | 7 нм FinFET (N7P)                                                                                          | TSMC                       | 8,5 мільярдів                                       | 98,48 мм2                                       | ARMv8.4-A                     | 64 біти                | Lightning                     | 2                          | 2,65 ГГц                           | Thunder              | 4                    | 1,72 ГГц             | 6-ядерний                                      | Прод. ядро: L1i: 192 КБ L1d: 128 КБ Ефек. ядро: L1i: 96 КБ L1d: 48 КБ | Прод. ядро: 8 МБ Ефек. ядро: 4 МБ                                     | Н/Д                  | 16 МБ                             | Третє покоління розробки Apple                                         | 4                              | 32                                | 256                | 1350 МГц           | 691,2 GFLOPS                 | 5,5 TOPS                 | 8                 | 64 біти             | 1 канал 64 біти/канал        | LPDDR4X-4266 (2133 МГц)                                    | 34,1 ГБ/с                      | 3 ГБ                                                        | 20 вересня 2019              | - iPhone SE (2-го покоління) - iPad (9-го покоління) - Studio Display                                                           | iOS 13.0 iPadOS 13.0                                                | iOS 15.5 (Поточна) iPadOS 15.5 (Поточна) tvOS 15.5.1 (Поточна) |                           |                               |           |         |
| A13 Bionic  | APL1W85      | T8030         | 4 ГБ       | 7 нм FinFET (N7P)                                                                                          | TSMC                       | 8,5 мільярдів                                       | 98,48 мм2                                       | ARMv8.4-A                     | 64 біти                | Lightning                     | 2                          | 2,65 ГГц                           | Thunder              | 4                    | 1,72 ГГц             | 6-ядерний                                      | Прод. ядро: L1i: 192 КБ L1d: 128 КБ Ефек. ядро: L1i: 96 КБ L1d: 48 КБ | Прод. ядро: 8 МБ Ефек. ядро: 4 МБ                                     | Н/Д                  | 16 МБ                             | Третє покоління розробки Apple                                         | 4                              | 32                                | 256                | 1350 МГц           | 691,2 GFLOPS                 | 5,5 TOPS                 | 8                 | 64 біти             | 1 канал 64 біти/канал        | LPDDR4X-4266 (2133 МГц)                                    | 34,1 ГБ/с                      | - iPhone 11 - iPhone 11 Pro - iPhone 11 Pro Max             | 20 вересня 2019              | | iOS 13.0 iPadOS 13.0                                                | iOS 15.5 (Поточна) iPadOS 15.5 (Поточна) tvOS 15.5.1 (Поточна) |                           |                               |           |         |
| A14 Bionic  | APL1W01      | T8101         | 4 ГБ       | | TSMC                       | 5 нм FinFET (N5)                                    | 11,8 мільярдів                                  | 88 мм2                        | 64 біти                | ARMv8.5-A                     | 2                          | Firestorm                          | 3,09 ГГц             | 4                    | Icestorm             | 6-ядерний                                      | 1,82 ГГц                                                              | Прод. ядро: 8 МБ Ефек. ядро: 4 МБ                                     | Н/Д                  | 16 МБ                             | Прод. ядро: L1i: 192 КБ L1d: 128 КБ Ефек. ядро: L1i: 128 КБ L1d: 64 КБ | 4                              | Четверте покоління розробки Apple | 64                 | 512                | 1000 МГц                     | 1,0 TFLOPS               | 16                | 64 біти             | 1 канал 64 біти/канал        | LPDDR4X-4266 (2133 МГц)                                    | 34,1 ГБ/с                      | 11 TOPS                                                     | 23 жовтня 2020               | - iPad Air (4‑го покоління) - iPhone 12 - iPhone 12 mini                                                                        | iOS 14.0 iPadOS 14.0                                                | iOS 15.5 (Поточна) iPadOS 15.5 (Поточна) tvOS 15.5.1 (Поточна) |                           |                               |           |         |
| A14 Bionic  | APL1W01      | T8101         | 6 ГБ       | - iPhone 12 Pro - iPhone 12 Pro Max                                                                        | TSMC                       | 5 нм FinFET (N5)                                    | 11,8 мільярдів                                  | 88 мм2                        | 64 біти                | ARMv8.5-A                     | 2                          | Firestorm                          | 3,09 ГГц             | 4                    | Icestorm             | 6-ядерний                                      | 1,82 ГГц                                                              | Прод. ядро: 8 МБ Ефек. ядро: 4 МБ                                     | Н/Д                  | 16 МБ                             | Прод. ядро: L1i: 192 КБ L1d: 128 КБ Ефек. ядро: L1i: 128 КБ L1d: 64 КБ | 4                              | Четверте покоління розробки Apple | 64                 | 512                | 1000 МГц                     | 1,0 TFLOPS               | 16                | 64 біти             | 1 канал 64 біти/канал        | LPDDR4X-4266 (2133 МГц)                                    | 34,1 ГБ/с                      | 11 TOPS                                                     | 23 жовтня 2020               | | iOS 14.0 iPadOS 14.0                                                | iOS 15.5 (Поточна) iPadOS 15.5 (Поточна) tvOS 15.5.1 (Поточна) |                           |                               |           |         |
| A15 Bionic  | APL1W07      | T8110         |            | 5 нм FinFET (N5P)                                                                                          | TSMC                       | 15 мільярдів                                        | 107,68 мм2                                      | Avalanche                     | 64 біти                | ARMv8.5-A                     | 2                          | 3,23 ГГц                           | Blizzard             | 4                    | 2,02 ГГц             | 6-ядерний                                      | Прод. ядро: 12 МБ Ефек. ядро: 4 МБ                                    | 32 МБ                                                                 | Н/Д                  | П'яте покоління розробки Apple    | Прод. ядро: L1i: 192 КБ L1d: 128 КБ Ефек. ядро: L1i: 128 КБ L1d: 64 КБ | 4                              | 128                               | 1024               | 1200 МГц           | 1,23 TFLOPS                  | 15,8 TOPS                | 16                | 64 біти             | 1 канал 64 біти/канал        | LPDDR4X-4266 (2133 МГц)                                    | 34,1 ГБ/с                      | 4 ГБ                                                        | 24 вересня 2021              | - iPhone 13 - iPhone 13 mini - iPhone SE (3-го покоління)                                                                       | iOS 15.0 iPadOS 15.0                                                | iOS 15.5 (Поточна) iPadOS 15.5 (Поточна) tvOS 15.5.1 (Поточна) |                           |                               |           |         |
| A15 Bionic  | APL1W07      | T8110         | 2,93 ГГц   | 5 нм FinFET (N5P)                                                                                          | TSMC                       | 15 мільярдів                                        | 107,68 мм2                                      | Avalanche                     | 64 біти                | ARMv8.5-A                     | 2                          | 5                                  | Blizzard             | 4                    | 2,02 ГГц             | 6-ядерний                                      | Прод. ядро: 12 МБ Ефек. ядро: 4 МБ                                    | 32 МБ                                                                 | Н/Д                  | П'яте покоління розробки Apple    | Прод. ядро: L1i: 192 КБ L1d: 128 КБ Ефек. ядро: L1i: 128 КБ L1d: 64 КБ | 160                            | 1280                              | 1,54 TFLOPS        | 1200 МГц           | - iPad Mini (6-го покоління) | 15,8 TOPS                | 16                | 64 біти             | 1 канал 64 біти/канал        | LPDDR4X-4266 (2133 МГц)                                    | 34,1 ГБ/с                      | 4 ГБ                                                        | 24 вересня 2021              | | iOS 15.0 iPadOS 15.0                                                | iOS 15.5 (Поточна) iPadOS 15.5 (Поточна) tvOS 15.5.1 (Поточна) |                           |                               |           |         |
| A15 Bionic  | APL1W07      | T8110         | 3,23 ГГц   | 5 нм FinFET (N5P)                                                                                          | TSMC                       | 15 мільярдів                                        | 107,68 мм2                                      | Avalanche                     | 64 біти                | ARMv8.5-A                     | 2                          | 5                                  | Blizzard             | 4                    | 2,02 ГГц             | 6-ядерний                                      | Прод. ядро: 12 МБ Ефек. ядро: 4 МБ                                    | 32 МБ                                                                 | Н/Д                  | П'яте покоління розробки Apple    | Прод. ядро: L1i: 192 КБ L1d: 128 КБ Ефек. ядро: L1i: 128 КБ L1d: 64 КБ | 160                            | 1280                              | 1,54 TFLOPS        | 1200 МГц           | 6 ГБ                         | 15,8 TOPS                | 16                | 64 біти             | 1 канал 64 біти/канал        | LPDDR4X-4266 (2133 МГц)                                    | 34,1 ГБ/с                      | - iPhone 13 Pro - iPhone 13 Pro Max                         | 24 вересня 2021              | | iOS 15.0 iPadOS 15.0                                                | iOS 15.5 (Поточна) iPadOS 15.5 (Поточна) tvOS 15.5.1 (Поточна) |                           |                               |           |         |
| A16 Bionic  |              |               |            | 5 нм (N4) - позиціонується як "4 нм" FinFET                                                                | TSMC                       | 16 мільярдів                                        |                                                 | ARMv9                         | 64 біти                | Everest                       | 2                          | 5                                  | 3,46 ГГц             | 4                    | 2,02 ГГц             | 6-ядерний                                      | Прод. ядро: 12 МБ Ефек. ядро: 4 МБ                                    | 32 МБ                                                                 | Н/Д                  | Sawtooth                          | Прод. ядро: L1i: 192 КБ L1d: 128 КБ Ефек. ядро: L1i: 128 КБ L1d: 64 КБ | Шосте покоління розробки Apple | TBC                               | TBC                | TBC                | 6 ГБ                         |                          | 16                | 64 біти             | 1 канал 64 біти/канал        | 17 TOPS                                                    | LPDDR5-6400 (3200 МГц)         | 51,2 ГБ/с                                                   | 7 вересня 2022               | - iPhone 14 Pro - iPhone 14 Pro Max                                                                                             | iOS 16.0                                                            | iOS 16.0                                                       |                           |                               |           |         |
| Назва       | Кодова назва | Номер частини | Зображення | Техпроцес                                                                                                  | TSMC                       | Виробник                                            | Кількість транзисторів                          | Розмір кристалу               | 64 біти                | Архітектура системи команд ЦП | Розрядність                | Назва ядра                         | Кількість ядер       | 4                    | Швидкість ядра       | Назва ядра                                     | Кількість ядер                                                        | Швидкість ядра                                                        | Н/Д                  | Ядра в цілому                     | L1                                                                     | L2                             | L3                                | SLC                | Постачальник       | Кількість ядер               | Кількість ФБ             | Кількість АЛП     | Частота             | FLOPS                        | Кількість ядер                                             | OPS                            | Ширина шини пам'яті                                         | Загальний канал Біт на канал | Тип пам'яті | Теоретична пропускна здатність                                      | Доступна ємність                                               | Дата першого випуску      | Пристрої, де використовується | Початкова | Кінцева |
| Назва       | Кодова назва | Номер частини | Зображення | Техпроцес                                                                                                  | TSMC                       | Виробник                                            | Кількість транзисторів                          | Розмір кристалу               | 64 біти                | Архітектура системи команд ЦП | Розрядність                | Продуктивне ядро                   | Продуктивне ядро     | Продуктивне ядро     | Ефективне ядро       | Ефективне ядро                                 | Ефективне ядро                                                        | Кеш                                                                   | Кеш                  | Кеш                               | Кеш                                                                    |                                |                                   |                    | Постачальник       | Кількість ядер               | Кількість ФБ             | Кількість АЛП     | Частота             | FLOPS                        | Кількість ядер                                             | OPS                            | Ширина шини пам'яті                                         | Загальний канал Біт на канал | Тип пам'яті | Теоретична пропускна здатність                                      | Доступна ємність                                               | Дата першого випуску      | Пристрої, де використовується | Початкова | Кінцева |
| Загальне    | Загальне     | Загальне      | Зображення | Технологія напівпровідника                                                                                 | Технологія напівпровідника | Технологія напівпровідника                          | Технологія напівпровідника                      | Архітектура комп'ютера        | Архітектура комп'ютера | Центральний процесор          | Центральний процесор       | Центральний процесор               | Центральний процесор | Центральний процесор | Центральний процесор | Центральний процесор                           | Центральний процесор                                                  | Центральний процесор                                                  | Центральний процесор | Центральний процесор              | Графічний процесор                                                     | Графічний процесор             | Графічний процесор                | Графічний процесор | Графічний процесор | Графічний процесор           | ШІ-прискорювач           | ШІ-прискорювач    | Технологія пам'яті  | Технологія пам'яті           | Технологія пам'яті                                         | Технологія пам'яті             | Технологія пам'яті                                          | Підтримувана ОС              | Підтримувана ОС |                                                                     |                                                                | Дата першого випуску      | Пристрої, де використовується |           |         |

## H-серія
Серія Apple H — сімейство систем на чипі, що використовуються в навушниках. «H» в номерах моделей означає headphones (укр. навушники).

### Apple H1
Чип Apple H1 вперше був використаний у версії AirPods 2019 року, а пізніше був використаний у Powerbeats Pro, Beats Solo Pro, AirPods Pro, Powerbeats 2020, AirPods Max та AirPods (3-го покоління). Спеціально розроблений для навушників, він має Bluetooth 5.0, підтримує команди «Hey Siri» в режимі «вільні руки» (hands-free) та забезпечує на 30 відсотків меншу затримку, ніж чип W1, який використовувався в попередніх AirPods.

### Apple H2
Чип Apple H2 вперше був використаний у версії AirPods Pro 2022 року. Він має Bluetooth 5.3 і знижує рівень шуму 48 000 разів на секунду.

### Список процесорів
| Назва | Номер моделі | Зображення                                                                                         | Bluetooth | Вперше випущений | Пристрої, де використовується |
| ----- | --- | -------------------------------------------------------------------------------------------------- | --------- | ---------------- | --- |
| H1    | 343S00289 (AirPods 2‑го покоління) 343S00290 (AirPods 2‑го покоління) 343S00404 (AirPods Max) H1 SiP (AirPods Pro) | Чип Apple H1 · Чип Apple H1 · Чип Apple H1 · Система в пакеті Apple H1 · Система в пакеті Apple H1 | 5.0       | 20 березня 2019  | - AirPods (2‑го покоління) - AirPods (3‑го покоління) - AirPods Pro - AirPods Max - Beats Solo Pro - Powerbeats (2020) - Powerbeats Pro - Beats Fit Pro |
| H2    | | | 5.3       | 7 вересня 2022   | - AirPods Pro (2-го покоління) |
| Назва | Номер моделі | Зображення                                                                                         | Bluetooth | Вперше випущений | Пристрої, де використовується |

## M-серія
Серія Apple M — сімейство систем на чипі, які використовуються в комп'ютерах Mac з листопада 2020 року, планшетах iPad Pro з квітня 2021 року і планшетах iPad Air з березня 2022 року. Позначення «M» раніше використовувалося для співпроцесорів руху Apple.

### Apple M1

#### Apple M1
Apple M1, перша система на чипі Apple, розроблена для використання в комп'ютерах Mac, виготовляється за 5-нанометровим технологічним процесом TSMC. Представлена 10 листопада 2020 року, вона використовується в MacBook Air (M1, 2020), Mac mini (M1, 2020), MacBook Pro (13 дюймів, M1, 2020), iMac (24 дюйма, M1, 2021), iPad Pro (5‑го покоління) і iPad Air (5-го покоління). Вона оснащена 4 продуктивними ядрами і 4 ефективними ядрами, що робить його 8-ядерним центральним процесором. Вона має до 8 ядер графічного процесора, а MacBook Air початкового рівня має лише 7-ядерний графічний процесора. M1 має 16 мільярдів транзисторів.

#### Apple M1 Pro
M1 Pro є продуктивнішою версією M1, що має від шести до восьми продуктивних ядер, два ефективних ядра, від 14 до 16 ядер графічного процесора, 16 ядер Neural Engine, до 32 ГБ уніфікованої оперативної пам'яті з пропускною здатністю пам'яті до 200 ГБ/с, і більш ніж вдвічі більше транзисторів. Вона була представлена 18 жовтня 2021 року і використовується в MacBook Pro 14 та 16 дюймів. Apple заявила, що продуктивність процесора приблизно на 70 % більша, ніж у M1, і що продуктивність його графічного процесора приблизно вдвічі більша. Apple стверджує, що M1 Pro може передавати до 20 потоків 4K або 7 потоків відтворення відео 8K ProRes (у порівнянні з 6 потоками, які доступні з картою Afterburner у Mac Pro 2019 року).

#### Apple M1 Max
M1 Max — більша версія чипа M1 Pro, що має вісім продуктивних ядер, два ефективних ядра, від 24 до 32 ядер графічного процесора, 16 ядер Neural Engine, до 64 ГБ уніфікованої оперативної пам'яті з пропускною здатністю пам'яті до 400 ГБ/с і більш ніж вдвічі більше транзисторів. Він був представлений 18 жовтня 2021 року і використовується в MacBook Pro 14 та 16 дюймів, а також у Mac Studio. Apple стверджує, що чип має 57 мільярдів транзисторів. Apple стверджує, що M1 Max може відтворювати до 30 потоків 4K (у порівнянні з 23, які доступні з картою Afterburner у Mac Pro 2019 року) або 7 потоків відтворення відео 8K ProRes.

#### Apple M1 Ultra
M1 Ultra складається з двох кристалів M1 Max, з'єднаних між собою силіконовим інтерпозером за допомогою технології Apple UltraFusion. Він має 114 мільярдів транзисторів, 16 продуктивних ядер, 4 ядра ефективності, від 48 до 64 ядер графічного процесора і 32 ядра Neural Engine; його можна обрати з уніфікованою оперативною пам'яттю до 128 ГБ із пропускною здатністю пам'яті 800 ГБ/с. Він був анонсований 8 березня 2022 року як частина додаткового оновлення Mac Studio. Apple стверджує, що M1 Ultra може відтворювати до 18 потоків відео 8K ProRes.

### Apple M2
Apple анонсувала систему на чипі M2 6 червня 2022 року на WWDC разом з MacBook Air і 13-дюймовим MacBook Pro. Чип став наступником Apple M1. Apple M2 виготовлений за технологією N5P «Покращена 5-нанометрова технологія» (англ. Enhanced 5-nanometer technology) TSMC і містить 20 мільярдів транзисторів, що на 25 % більше, ніж у Apple M1. M2 можна обрати у конфігурації до 24 ГБ оперативної пам'яті та ємністю до 2 ТБ. Він має 8 ядер центрального процесора (4 продуктивні та 4 ефективні) і до 10 ядер графічного процесора. M2 також збільшує пропускну здатність пам'яті до 100 ГБ/с. Apple стверджує, що процесор став швидшим на 18 %, а графічний процесор — на 35 % порівняно з Apple M1.

### Список процесорів
| Загальне | Загальне     | Загальне      | Зображення              | Технологія напівпровідника | Технологія напівпровідника | Технологія напівпровідника | Технологія напівпровідника | Архітектура комп'ютера        | Архітектура комп'ютера | Центральний процесор | Центральний процесор | Центральний процесор | Центральний процесор | Центральний процесор | Центральний процесор | Центральний процесор               | Центральний процесор               | Центральний процесор                                                   | Центральний процесор               | Центральний процесор | Графічний процесор             | Графічний процесор                | Графічний процесор | Графічний процесор | Графічний процесор | Графічний процесор | ШІ-прискорювач | ШІ-прискорювач | Технологія пам'яті  | Технологія пам'яті           | Технологія пам'яті     | Технологія пам'яті             | Технологія пам'яті | Підключення                  | Підключення | Підключення                                      | Підключення | Дата першого випуску | Пристрої, де використовується | Підтримувана ОС | Підтримувана ОС                |                                                     |
| Назва    | Кодова назва | Номер частини | Зображення              | Техпроцес                  | Виробник                   | Кількість транзисторів     | Розмір кристала            | Архітектура системи команд ЦП | Розрядність            | Продуктивне ядро     | Продуктивне ядро     | Продуктивне ядро     | Ефективне ядро       | Ефективне ядро       | Ефективне ядро       | Ядра в цілому                      | Кеш                                | Кеш                                                                    | Кеш                                | Кеш                  | Постачальник                   | Кількість ядер                    | Кількість ФБ       | Кількість АЛП      | Частота            | FLOPS              | Кількість ядер | OPS            | Ширина шини пам'яті | Загальний канал Біт на канал | Тип пам'яті            | Теоретична пропускна здатність | Доступна ємність   | Порти                        | Порти | Порти                                            | Зовнішній дисплей | Дата першого випуску | Пристрої, де використовується | Початкова | Кінцева                        |                                                     |
| Назва    | Кодова назва | Номер частини | Зображення              | Техпроцес                  | Виробник                   | Кількість транзисторів     | Розмір кристала            | Архітектура системи команд ЦП | Розрядність            | Назва ядра           | Кількість ядер       | Швидкість ядра       | Назва ядра           | Кількість ядер       | Швидкість ядра       | Ядра в цілому                      | L1                                 | L2                                                                     | L3                                 | SLC                  | Постачальник                   | Кількість ядер                    | Кількість ФБ       | Кількість АЛП      | Частота            | FLOPS              | Кількість ядер | OPS            | Ширина шини пам'яті | Загальний канал Біт на канал | Тип пам'яті            | Теоретична пропускна здатність | Доступна ємність   | Thunderbolt                  | USB | Максимально                                      | Зовнішній дисплей | Дата першого випуску | Пристрої, де використовується | Початкова | Кінцева                        |                                                     |
| -------- | ------------ | ------------- | ----------------------- | -------------------------- | -------------------------- | -------------------------- | -------------------------- | ----------------------------- | ---------------------- | -------------------- | -------------------- | -------------------- | -------------------- | -------------------- | -------------------- | ---------------------------------- | ---------------------------------- | ---------------------------------------------------------------------- | ---------------------------------- | -------------------- | ------------------------------ | --------------------------------- | ------------------ | ------------------ | ------------------ | ------------------ | --- | -------------- | ------------------- | ---------------------------- | ---------------------- | ------------------------------ | ------------------ | ---------------------------- | --- | ------------------------------------------------ | --- | --- | --- | --- | ------------------------------ | --------------------------------------------------- |
| M1       | APL1102      | T8103         | Процесор Apple M1       | 5 нм FinFET (N5)           | TSMC                       | 16 мільярдів               | 120 мм2                    | ARMv8.5-A                     | 64 біти                | Firestorm            | 4                    | 3,20 ГГц             | Icestorm             | 4                    | 2,06 ГГц             | Ядра в цілому                      | 8-ядерний                          | Прод. ядро: L1i: 192 КБ L1d: 128 КБ Ефек. ядро: L1i: 128 КБ L1d: 64 КБ | Прод. ядро: 12 МБ Ефек. ядро: 4 МБ | Н/Д                  | 8 МБ                           | Четверте покоління розробки Apple | 7                  | 112                | 896                | 1278 МГц           | 2,29 TFLOPS | 16             | 11 TOPS             | 128 біт                      | 2 канали 64 біти/канал | LPDDR4X-4266 (2133 МГц)        | 68,2 ГБ/с          | 8 ГБ 16 ГБ                   | Thunderbolt 3 (До 40 Гбіт/с)                                                                                        | USB4 (До 40 Гбіт/с) USB 3.1 Gen 2 (До 10 Гбіт/с) | iPad: 1 Thunderbolt/USB4 MacBook та Mac Desktop: 2 Thunderbolt/USB4 iMac (4 порти): Додаткові 2 USB-C Mac mini: Додатково 2 USB-A і 1 HDMI 2.0 | Всі: Один дисплей 6016 x 3384 частотою 60 Гц і 8-бітною глибиною кольору Mac mini: Один дисплей 6016 x 3384 частотою 60 Гц і 8-бітною глибиною кольору та один дисплей 3840 x 2160 частотою 60 Гц і 8-бітною глибиною кольору | 17 листопада 2020 | - MacBook Air (Кінця 2020 року) (Модель починається з ємності 256 ГБ і 8 ГБ оперативної памʼяті) - iMac (Початку 2021 року) (Модель починається з ємності 256 ГБ, 8 ГБ оперативної памʼяті і 2 портами) | macOS Big Sur 11.0 iPadOS 14.5 | macOS Monterey 12.4 (Поточна) iPadOS 15.5 (Поточна) |
| M1       | APL1102      | T8103         | Процесор Apple M1       | 5 нм FinFET (N5)           | TSMC                       | 16 мільярдів               | 120 мм2                    | ARMv8.5-A                     | 64 біти                | Firestorm            | 4                    | 3,20 ГГц             | Icestorm             | 4                    | 2,06 ГГц             | 8                                  | 8-ядерний                          | Прод. ядро: L1i: 192 КБ L1d: 128 КБ Ефек. ядро: L1i: 128 КБ L1d: 64 КБ | Прод. ядро: 12 МБ Ефек. ядро: 4 МБ | Н/Д                  | 8 МБ                           | Четверте покоління розробки Apple | 128                | 1024               | 2,61 TFLOPS        | 1278 МГц           | - MacBook Air (Кінця 2020 року) (Модель починається з ємності 512 ГБ і 8 ГБ оперативної памʼяті) - MacBook Pro (Кінця 2020 року) - Mac Mini (Кінця 2020 року) - iMac (Початку 2021 року) (Модель починається з ємності 256 ГБ, 8 ГБ оперативної памʼяті та 4 порти) - iPad Pro 12,9 дюйма (5‑го покоління) - iPad Pro 11 дюймів (3‑го покоління) - iPad Air (5-го покоління) | 16             | 11 TOPS             | 128 біт                      | 2 канали 64 біти/канал | LPDDR4X-4266 (2133 МГц)        | 68,2 ГБ/с          | 8 ГБ 16 ГБ                   | Thunderbolt 3 (До 40 Гбіт/с)                                                                                        | USB4 (До 40 Гбіт/с) USB 3.1 Gen 2 (До 10 Гбіт/с) | iPad: 1 Thunderbolt/USB4 MacBook та Mac Desktop: 2 Thunderbolt/USB4 iMac (4 порти): Додаткові 2 USB-C Mac mini: Додатково 2 USB-A і 1 HDMI 2.0 | Всі: Один дисплей 6016 x 3384 частотою 60 Гц і 8-бітною глибиною кольору Mac mini: Один дисплей 6016 x 3384 частотою 60 Гц і 8-бітною глибиною кольору та один дисплей 3840 x 2160 частотою 60 Гц і 8-бітною глибиною кольору | 17 листопада 2020 | | macOS Big Sur 11.0 iPadOS 14.5 | macOS Monterey 12.4 (Поточна) iPadOS 15.5 (Поточна) |
| M1 Pro   | APL1103      | T6000         | Процесор Apple M1 Pro   | 5 нм FinFET (N5)           | TSMC                       | 33,7 мільярдів             | ≈ 245 мм2                  | ARMv8.5-A                     | 64 біти                | Firestorm            | 6                    | 3,23 ГГц             | Icestorm             | 2                    | 2,06 ГГц             | Прод. ядро: 24 МБ Ефек. ядро: 4 МБ | 8-ядерний                          | Прод. ядро: L1i: 192 КБ L1d: 128 КБ Ефек. ядро: L1i: 128 КБ L1d: 64 КБ | 24 МБ                              | Н/Д                  | 14                             | Четверте покоління розробки Apple | 224                | 1792               | 1296 МГц           | 4,58 TFLOPS        | 256 біт | 16             | 11 TOPS             | 2 канали 128 біт/канал       | LPDDR5-6400 (3200 МГц) | 204,8 ГБ/с                     | 16 ГБ 32 ГБ        | Thunderbolt 4 (До 40 Гбіт/с) | MacBook: 3 Thunderbolt 4, 1 слот SDXC та 1 HDMI 2.0                                                                 | USB4 (До 40 Гбіт/с) USB 3.1 Gen 2 (До 10 Гбіт/с) | Два дисплея 6016 x 3384 частотою 60 Гц і глибиною кольору 10 біт | 26 жовтня 2021 | - MacBook Pro 14 дюймів (2020) (Модель починається з ємності 512 ГБ і 16 ГБ оперативної памʼяті; 10-ядерний процесор доступний під час онлайн-конфігурації) | macOS Monterey 12.0 | macOS Monterey 12.4 (Поточна)  |                                                     |
| M1 Pro   | APL1103      | T6000         | Процесор Apple M1 Pro   | 5 нм FinFET (N5)           | TSMC                       | 33,7 мільярдів             | ≈ 245 мм2                  | ARMv8.5-A                     | 64 біти                | Firestorm            | 8                    | 3,23 ГГц             | Icestorm             | 2                    | 2,06 ГГц             | Прод. ядро: 24 МБ Ефек. ядро: 4 МБ | 10-ядерний                         | Прод. ядро: L1i: 192 КБ L1d: 128 КБ Ефек. ядро: L1i: 128 КБ L1d: 64 КБ | 24 МБ                              | Н/Д                  | 14                             | Четверте покоління розробки Apple | 224                | 1792               | 1296 МГц           | 4,58 TFLOPS        | 256 біт | 16             | 11 TOPS             | 2 канали 128 біт/канал       | LPDDR5-6400 (3200 МГц) | 204,8 ГБ/с                     | 16 ГБ 32 ГБ        | Thunderbolt 4 (До 40 Гбіт/с) | MacBook: 3 Thunderbolt 4, 1 слот SDXC та 1 HDMI 2.0                                                                 | USB4 (До 40 Гбіт/с) USB 3.1 Gen 2 (До 10 Гбіт/с) | Два дисплея 6016 x 3384 частотою 60 Гц і глибиною кольору 10 біт | 26 жовтня 2021 | - MacBook Pro 14 дюймів (2020) (Модель починається з ємності 512 ГБ і 16 ГБ оперативної памʼяті; 10-ядерний процесор доступний під час онлайн-конфігурації) | macOS Monterey 12.0 | macOS Monterey 12.4 (Поточна)  |                                                     |
| M1 Pro   | APL1103      | T6000         | Процесор Apple M1 Pro   | 5 нм FinFET (N5)           | TSMC                       | 33,7 мільярдів             | ≈ 245 мм2                  | ARMv8.5-A                     | 64 біти                | Firestorm            | 8                    | 3,23 ГГц             | Icestorm             | 2                    | 2,06 ГГц             | Прод. ядро: 24 МБ Ефек. ядро: 4 МБ | 10-ядерний                         | Прод. ядро: L1i: 192 КБ L1d: 128 КБ Ефек. ядро: L1i: 128 КБ L1d: 64 КБ | 24 МБ                              | Н/Д                  | 16                             | Четверте покоління розробки Apple | 256                | 2048               | 1296 МГц           | 5,30 TFLOPS        | 256 біт | 16             | 11 TOPS             | 2 канали 128 біт/канал       | LPDDR5-6400 (3200 МГц) | 204,8 ГБ/с                     | 16 ГБ 32 ГБ        | Thunderbolt 4 (До 40 Гбіт/с) | MacBook: 3 Thunderbolt 4, 1 слот SDXC та 1 HDMI 2.0                                                                 | USB4 (До 40 Гбіт/с) USB 3.1 Gen 2 (До 10 Гбіт/с) | Два дисплея 6016 x 3384 частотою 60 Гц і глибиною кольору 10 біт | 26 жовтня 2021 | - MacBook Pro 14 дюймів (2021) (Модель починається з ємності 1 ТБ і 16 ГБ оперативної пам'яті) - MacBook Pro 16 дюймів (2021) (Модель починається з ємності 512 ГБ або 1 ТБ і 16 ГБ оперативної пам'яті) | macOS Monterey 12.0 | macOS Monterey 12.4 (Поточна)  |                                                     |
| M1 Max   | APL1105      | T6001         | Процесор Apple M1 Max   | 5 нм FinFET (N5)           | TSMC                       | 57 мільярдів               | ≈ 432 мм2                  | ARMv8.5-A                     | 64 біти                | Firestorm            | 8                    | 3,23 ГГц             | Icestorm             | 2                    | 2,06 ГГц             | Прод. ядро: 24 МБ Ефек. ядро: 4 МБ | 10-ядерний                         | Прод. ядро: L1i: 192 КБ L1d: 128 КБ Ефек. ядро: L1i: 128 КБ L1d: 64 КБ | 48 МБ                              | Н/Д                  | 24                             | Четверте покоління розробки Apple | 384                | 3072               | 1296 МГц           | 7,83 TFLOPS        | 512 біт | 16             | 11 TOPS             | 4 канали 128 біт/канал       | LPDDR5-6400 (3200 МГц) | 409,6 ГБ/с                     | 32 ГБ 64 ГБ        | Thunderbolt 4 (До 40 Гбіт/с) | MacBook: 3 Thunderbolt 4, 1 слот SDXC та 1 HDMI 2.0 Mac Studio: 4 Thunderbolt 4, 2 USB-C, 1 слот SDXC та 1 HDMI 2.0 | USB4 (До 40 Гбіт/с) USB 3.1 Gen 2 (До 10 Гбіт/с) | MacBook: Три дисплея 6016 x 3384 частотою 60 Гц і глибиною кольору 10 біт та один дисплей 3840 x 2160 частотою 60 Гц і глибиною кольору 10 біт Mac Studio: Чотири дисплея 6016 x 3384 частотою 60 Гц і глибиною кольору 10 біт та один дисплей 3840 x 2160 частотою 60 Гц і глибиною кольору 10 біт | 26 жовтня 2021 | - MacBook Pro 14 дюймів (2021) (Доступний через онлайн-конфігурацію) - MacBook Pro 16 дюймів (2021) (Модель починається з ємності 1 ТБ та 32 ГБ оперативної пам'яті; 32-ядерний графічний процесор доступний через онлайн-конфігурацію) - Mac Studio (Модель починається з ємності 512 ГБ та 32 ГБ оперативної пам'яті; 32-ядерний графічний процесор доступний через онлайн-конфігурацію) | macOS Monterey 12.0 | macOS Monterey 12.4 (Поточна)  |                                                     |
| M1 Max   | APL1105      | T6001         | Процесор Apple M1 Max   | 5 нм FinFET (N5)           | TSMC                       | 57 мільярдів               | ≈ 432 мм2                  | ARMv8.5-A                     | 64 біти                | Firestorm            | 8                    | 3,23 ГГц             | Icestorm             | 2                    | 2,06 ГГц             | Прод. ядро: 24 МБ Ефек. ядро: 4 МБ | 10-ядерний                         | Прод. ядро: L1i: 192 КБ L1d: 128 КБ Ефек. ядро: L1i: 128 КБ L1d: 64 КБ | 48 МБ                              | Н/Д                  | 32                             | Четверте покоління розробки Apple | 512                | 4096               | 1296 МГц           | 10,6 TFLOPS        | 512 біт | 16             | 11 TOPS             | 4 канали 128 біт/канал       | LPDDR5-6400 (3200 МГц) | 409,6 ГБ/с                     | 32 ГБ 64 ГБ        | Thunderbolt 4 (До 40 Гбіт/с) | MacBook: 3 Thunderbolt 4, 1 слот SDXC та 1 HDMI 2.0 Mac Studio: 4 Thunderbolt 4, 2 USB-C, 1 слот SDXC та 1 HDMI 2.0 | USB4 (До 40 Гбіт/с) USB 3.1 Gen 2 (До 10 Гбіт/с) | MacBook: Три дисплея 6016 x 3384 частотою 60 Гц і глибиною кольору 10 біт та один дисплей 3840 x 2160 частотою 60 Гц і глибиною кольору 10 біт Mac Studio: Чотири дисплея 6016 x 3384 частотою 60 Гц і глибиною кольору 10 біт та один дисплей 3840 x 2160 частотою 60 Гц і глибиною кольору 10 біт | 26 жовтня 2021 | - MacBook Pro 14 дюймів (2021) (Доступний через онлайн-конфігурацію) - MacBook Pro 16 дюймів (2021) (Модель починається з ємності 1 ТБ та 32 ГБ оперативної пам'яті; 32-ядерний графічний процесор доступний через онлайн-конфігурацію) - Mac Studio (Модель починається з ємності 512 ГБ та 32 ГБ оперативної пам'яті; 32-ядерний графічний процесор доступний через онлайн-конфігурацію) | macOS Monterey 12.0 | macOS Monterey 12.4 (Поточна)  |                                                     |
| M1 Ultra | APL1W06      | T6002         | Процесор Apple M1 Ultra | 5 нм FinFET (N5)           | TSMC                       | 114 мільярдів              | ≈ 864 мм2                  | ARMv8.5-A                     | 64 біти                | Firestorm            | 16                   | 3,23 ГГц             | Icestorm             | 4                    | 2,06 ГГц             | 20-ядерний                         | Прод. ядро: 48 МБ Ефек. ядро: 8 МБ | Прод. ядро: L1i: 192 КБ L1d: 128 КБ Ефек. ядро: L1i: 128 КБ L1d: 64 КБ | 96 МБ                              | Н/Д                  | 48                             | Четверте покоління розробки Apple | 768                | 6144               | 1296 МГц           | 15,7 TFLOPS        | 32 | 22 TOPS        | 1024 біти           | 8 каналів 128 біт/канал      | LPDDR5-6400 (3200 МГц) | 819,2 ГБ/с                     | 64 ГБ 128 ГБ       | Thunderbolt 4 (До 40 Гбіт/с) | 6 Thunderbolt 4, 1 слот SDXC та 1 HDMI 2.0                                                                          | USB4 (До 40 Гбіт/с) USB 3.1 Gen 2 (До 10 Гбіт/с) | Чотири дисплея 6016 x 3384 частотою 60 Гц і глибиною кольору 10 біт та один дисплей 3840 x 2160 частотою 60 Гц і глибиною кольору 10 біт | 18 березня 2022 | - Mac Studio (Модель починається з ємності 1 ТБ та 64 ГБ оперативної пам'яті; 64-ядерний графічний процесор доступний через онлайн-конфігурацію) | macOS Monterey 12.3 | macOS Monterey 12.4 (Поточна)  |                                                     |
| M1 Ultra | APL1W06      | T6002         | Процесор Apple M1 Ultra | 5 нм FinFET (N5)           | TSMC                       | 114 мільярдів              | ≈ 864 мм2                  | ARMv8.5-A                     | 64 біти                | Firestorm            | 16                   | 3,23 ГГц             | Icestorm             | 4                    | 2,06 ГГц             | 20-ядерний                         | Прод. ядро: 48 МБ Ефек. ядро: 8 МБ | Прод. ядро: L1i: 192 КБ L1d: 128 КБ Ефек. ядро: L1i: 128 КБ L1d: 64 КБ | 96 МБ                              | Н/Д                  | 64                             | Четверте покоління розробки Apple | 1024               | 8192               | 1296 МГц           | 21,2 TFLOPS        | 32 | 22 TOPS        | 1024 біти           | 8 каналів 128 біт/канал      | LPDDR5-6400 (3200 МГц) | 819,2 ГБ/с                     | 64 ГБ 128 ГБ       | Thunderbolt 4 (До 40 Гбіт/с) | 6 Thunderbolt 4, 1 слот SDXC та 1 HDMI 2.0                                                                          | USB4 (До 40 Гбіт/с) USB 3.1 Gen 2 (До 10 Гбіт/с) | Чотири дисплея 6016 x 3384 частотою 60 Гц і глибиною кольору 10 біт та один дисплей 3840 x 2160 частотою 60 Гц і глибиною кольору 10 біт | 18 березня 2022 | - Mac Studio (Модель починається з ємності 1 ТБ та 64 ГБ оперативної пам'яті; 64-ядерний графічний процесор доступний через онлайн-конфігурацію) | macOS Monterey 12.3 | macOS Monterey 12.4 (Поточна)  |                                                     |
| M2       | APL1109      | T8112         | Процесор Apple M2       | 5 нм FinFET (N5P)          | TSMC                       | 20 мільярдів               | 155,25 мм2                 | ARMv8.5-A                     | 64 біти                | Avalanche            | 4                    | 3,49 ГГц             | Blizzard             | 4                    | 2,42 ГГц             | 8-ядерний                          | Прод. ядро: 16 МБ Ефек. ядро: 4 МБ | Прод. ядро: L1i: 192 КБ L1d: 128 КБ Ефек. ядро: L1i: 128 КБ L1d: 64 КБ | 8 МБ                               | Н/Д                  | П'яте покоління розробки Apple | 8                                 | TBC                | TBC                | TBC                | 2,88 TFLOPS        | 16 | 15,8 TOPS      | 128 біт             | 2 канали 64 біти/канал       | LPDDR5-6400 (3200 МГц) | 102,4 ГБ/с                     | 8 ГБ 16 ГБ 24 ГБ   | Thunderbolt 3 (До 40 Гбіт/с) | 2 Thunderbolt/USB4                                                                                                  | USB4 (До 40 Гбіт/с) USB 3.1 Gen 2 (До 10 Гбіт/с) | Один дисплей 6016 x 3384 частотою 60 Гц і 8-бітною глибиною кольору | 15 липня 2022 | - MacBook Air (середини 2022 року) (Модель починається з ємності 256 ГБ і 8 ГБ оперативної памʼяті) | macOS Monterey 12.5 | Майбутня                       |                                                     |
| M2       | APL1109      | T8112         | Процесор Apple M2       | 5 нм FinFET (N5P)          | TSMC                       | 20 мільярдів               | 155,25 мм2                 | ARMv8.5-A                     | 64 біти                | Avalanche            | 4                    | 3,49 ГГц             | Blizzard             | 4                    | 2,42 ГГц             | 8-ядерний                          | Прод. ядро: 16 МБ Ефек. ядро: 4 МБ | Прод. ядро: L1i: 192 КБ L1d: 128 КБ Ефек. ядро: L1i: 128 КБ L1d: 64 КБ | 8 МБ                               | Н/Д                  | П'яте покоління розробки Apple | 10                                | TBC                | TBC                | TBC                | 3,6 TFLOPS         | 16 | 15,8 TOPS      | 128 біт             | 2 канали 64 біти/канал       | LPDDR5-6400 (3200 МГц) | 102,4 ГБ/с                     | 8 ГБ 16 ГБ 24 ГБ   | Thunderbolt 3 (До 40 Гбіт/с) | 2 Thunderbolt/USB4                                                                                                  | USB4 (До 40 Гбіт/с) USB 3.1 Gen 2 (До 10 Гбіт/с) | Один дисплей 6016 x 3384 частотою 60 Гц і 8-бітною глибиною кольору | 24 червня 2022 | - MacBook Air (середини 2022 року) (Модель починається з ємності 512 ГБ і 8 ГБ оперативної памʼяті) - MacBook Pro (середини 2022 року) | macOS Monterey 12.5 | Майбутня                       |                                                     |
| Назва    | Кодова назва | Номер частини | Зображення              | Техпроцес                  | Виробник                   | Кількість транзисторів     | Розмір кристала            | Архітектура системи команд ЦП | Розрядність            | Назва ядра           | Кількість ядер       | Швидкість ядра       | Назва ядра           | Кількість ядер       | Швидкість ядра       | Ядра в цілому                      | L1                                 | L2                                                                     | L3                                 | SLC                  | Постачальник                   | Кількість ядер                    | Кількість ФБ       | Кількість АЛП      | Частота            | FLOPS              | Кількість ядер | OPS            | Ширина шини пам'яті | Загальний канал Біт на канал | Тип пам'яті            | Теоретична пропускна здатність | Доступна ємність   | Thunderbolt                  | USB | Максимально                                      | Зовнішній дисплей | Дата першого випуску | Пристрої, де використовується | Початкова | Кінцева                        |                                                     |
| Назва    | Кодова назва | Номер частини | Зображення              | Техпроцес                  | Виробник                   | Кількість транзисторів     | Розмір кристала            | Архітектура системи команд ЦП | Розрядність            | Продуктивне ядро     | Продуктивне ядро     | Продуктивне ядро     | Ефективне ядро       | Ефективне ядро       | Ефективне ядро       | Ядра в цілому                      | Кеш                                | Кеш                                                                    | Кеш                                | Кеш                  | Постачальник                   | Кількість ядер                    | Кількість ФБ       | Кількість АЛП      | Частота            | FLOPS              | Кількість ядер | OPS            | Ширина шини пам'яті | Загальний канал Біт на канал | Тип пам'яті            | Теоретична пропускна здатність | Доступна ємність   | Порти                        | Порти | Порти                                            | Зовнішній дисплей | Дата першого випуску | Пристрої, де використовується | Початкова | Кінцева                        |                                                     |
| Загальне | Загальне     | Загальне      | Зображення              | Технологія напівпровідника | Технологія напівпровідника | Технологія напівпровідника | Технологія напівпровідника | Архітектура комп'ютера        | Архітектура комп'ютера | Центральний процесор | Центральний процесор | Центральний процесор | Центральний процесор | Центральний процесор | Центральний процесор | Центральний процесор               | Центральний процесор               | Центральний процесор                                                   | Центральний процесор               | Центральний процесор | Графічний процесор             | Графічний процесор                | Графічний процесор | Графічний процесор | Графічний процесор | Графічний процесор | ШІ-прискорювач | ШІ-прискорювач | Технологія пам'яті  | Технологія пам'яті           | Технологія пам'яті     | Технологія пам'яті             | Технологія пам'яті | Підключення                  | Підключення | Підключення                                      | Підключення | Дата першого випуску | Пристрої, де використовується | Підтримувана ОС | Підтримувана ОС                |                                                     |

## S-серія
Серія Apple S — сімейство систем в пакеті (SiP), що використовуються в Apple Watch. Вона використовує монтажний програмний процесор, який разом з процесорами пам'яті, сховища та підтримки для бездротового підключення, датчиками та вводом/виводом утворює цілісний комп'ютер в одному пакеті. Вони розроблені Apple і виробляються підрядниками, такими як Samsung.

### Apple S1
Apple S1 — інтегрований комп'ютер. Він включає в себе пам'ять, сховище та схеми підтримки, такі як бездротові модеми та контролери вводу/виводу в герметичному інтегрованому пакеті. Його було представлено 9 вересня 2014 року в рамках презентації «Хочемо сказати більше» (англ. Wish we could say more). Він використовувався в Apple Watch першого покоління.

#### Apple S1P
Apple S1P використовується в Apple Watch Series 1. Він має двоядерний процесор, такий як і у Apple S2, за винятком вбудованого GPS-приймача. Він містить той самий двоядерний процесор з такими ж новими можливостями графічного процесора, що й Apple S2, що робить його приблизно на 50 % швидшим, ніж S1.

### Apple S2
Apple S2 використовується в Apple Watch Series 2. Він має двоядерний процесор і вбудований GPS-приймач. Два ядра S2 забезпечують на 50 % вищу продуктивність, а графічний процесор забезпечує вдвічі більшу продуктивність, ніж попередній, і схожий за продуктивністю Apple S1P.

### Apple S3
Apple S3 використовується в Apple Watch Series 3. Він має двоядерний процесор, який на 70 % швидший, ніж у Apple S2, і вбудований GPS-приймач. Також є варіант із стільниковим модемом та внутрішнім модулем eSIM. Він також включає в себе чип W2. S3 також містить барометричний висотомір, процесор бездротового підключення W2, а в деяких моделях стільникові модеми UMTS (3G) і LTE (4G) для вбудованої eSIM.

### Apple S4
Apple S4 використовується в Apple Watch Series 4. Він має власний 64-бітний двоядерний процесор на базі Apple A12, вдвічі більшою продуктивністю ніж попереднє покоління. Він також містить бездротовий чип W3, який підтримує Bluetooth 5. У S4 використані 64-бітні ядра ARMv8. Чип містить два ядра Tempest, які є енергоефективними ядрами Apple A12. Незважаючи на невеликий розмір, Tempest все ще використовує 3-широкий декодуючий суперскалярний дизайн, що робить їх набагато потужнішими, ніж ядра в попередньому поколінні.
Apple S4 містить Neural Engine, який може запускати фреймворк штучного інтелекту Core ML. Сторонні програми можуть використовувати його, починаючи з watchOS 6. Система в пакеті також включає в себе нові функції акселерометра та гіроскопа, які мають вдвічі більший динамічний діапазон у вимірюваних значеннях, ніж його попередник, а також можливість вибірки даних із 8-кратною швидкістю. Вона також містить новий графічний процесор, який може використовувати Metal API.

### Apple S5
Apple S5 використовується в Apple Watch Series 5, Watch SE і HomePod Mini. У ньому також вбудований магнітометр, спеціальний 64-бітний двоядерний процесор та графічний процесора, такий як у Apple S4.

### Apple S6
Apple S6 використовується в Apple Watch Series 6. Він має власний 64-бітний двоядерний процесор, який працює на 20 відсотків швидше, ніж у Apple S5. Подвійні ядра в Apple S6 є похідними від енергоефективних «LITTLE» ядрах Thunder процесора Apple A13 частотою 1,8 ГГц. Як і S4 і S5, він також містить бездротовий чип W3. S6 отримав новий ультраширокосмуговий чип U1, постійно ввімкнений висотомір і Wi-Fi 5 ГГц.

### Apple S7
Apple S7 використовується в Apple Watch Series 7. S7 має той самий ідентифікатор T8301 і заявлену продуктивність, що і S6.

### Apple S8
Apple S8 використовується в Apple Watch SE (2-го покоління), Watch Series 8 і Watch Ultra. S8 має новий тривісний гіроскоп і акселерометр високої сили перевантаження.

### Список процесорів
| Назва | Номер моделі | Зображення | Технологія напівпровідника | Розмір кристала | Архітектура системи команд ЦП | Центральний процесор                 | Кеш процесора         | Графічний процесор       | Технологія пам'яті | Модем                                 | Вперше випущений | Пристрої, де використовується                          | Початкова ОС             | Кінцева ОС    |
| ----- | ------------ | ---------- | -------------------------- | --------------- | ----------------------------- | ------------------------------------ | --------------------- | ------------------------ | ------------------ | ------------------------------------- | ---------------- | ------------------------------------------------------ | ------------------------ | ------------- |
| S1    | APL 0778     |            | 28 нм Hκ MG                | 32 мм2          | ARMv7k                        | 520 МГц одноядерний Cortex-A7        | L1d: 32 КБ L2: 256 КБ | PowerVR Series 5         | LPDDR3             |                                       | Квітень 2015     | - Apple Watch (1‑го покоління)                         | watchOS 1.0              | watchOS 4.3.2 |
| S1P   | TBC          |            | TBC                        | TBC             | ARMv7k                        | 520 МГц двоядерний Cortex-A7 без GPS | TBC                   | PowerVR Series 6 'Rogue' | LPDDR3             |                                       | Вересень 2016    | - Apple Watch Series 1                                 | watchOS 3.0              | watchOS 6.3   |
| S2    | TBC          |            | TBC                        | TBC             | ARMv7k                        | 520 МГц двоядерний Cortex-A7 без GPS | TBC                   | PowerVR Series 6 'Rogue' | LPDDR3             |                                       | Вересень 2016    | - Apple Watch Series 2                                 | watchOS 3.0              | watchOS 6.3   |
| S3    | TBC          |            | TBC                        | TBC             | ARMv7k                        | Двоядерний                           | TBC                   | TBC                      | LPDDR4             | Qualcomm MDM9635M (Snapdragon X7 LTE) | Вересень 2017    | - Apple Watch Series 3                                 | watchOS 4.0              | Поточна       |
| S4    | TBC          |            | 7 нм (TSMC N7)             | TBC             | ARMv8-A ILP32                 | 1,59 ГГц двоядерний Tempest          | TBC                   | Apple G11M               | TBC                | TBC                                   | Вересень 2018    | - Apple Watch Series 4                                 | watchOS 5.0              | Поточна       |
| S5    | TBC          |            | 7 нм (TSMC N7)             | TBC             | ARMv8-A ILP32                 | 1,59 ГГц двоядерний Tempest          | TBC                   | Apple G11M               | TBC                | TBC                                   | Вересень 2019    | - Apple Watch SE - Apple Watch Series 5 - HomePod Mini | watchOS 6.0 audioOS 14.2 | Поточна       |
| S6    | TBC          |            | 7 нм (TSMC N7P)            | TBC             | TBC                           | 1,8 ГГц двоядерний Thunder           | TBC                   | TBC                      | TBC                | TBC                                   | Вересень 2020    | - Apple Watch Series 6                                 | watchOS 7.0              | Поточна       |
| S7    | TBC          |            | 7 нм (TSMC N7P)            | TBC             | TBC                           | 1,8 ГГц двоядерний Thunder           | TBC                   | TBC                      | TBC                | TBC                                   | Жовтень 2021     | - Apple Watch Series 7                                 | watchOS 8.0              | Поточна       |
| Назва | Номер моделі | Зображення | Технологія напівпровідника | Розмір кристала | Архітектура системи команд ЦП | Центральний процесор                 | Кеш процесора         | Графічний процесор       | Технологія пам'яті | Модем                                 | Вперше випущений | Пристрої, де використовується                          | Початкова ОС             | Кінцева ОС    |

## T-серія
Чип серії T працює як мікросхема захисту на комп'ютерах MacBook та iMac на базі Intel, випущених з 2016 року. Чип обробляє і шифрує біометричну інформацію (Touch ID) і перешкоджає доступу до мікрофона і HD-камери FaceTime, захищаючи їх від злому. Чип працює під управлінням операційної системи bridgeOS, варіанта watchOS. Функції процесора T-серії були вбудовані в процесори M-серії, що зробило неактуальною T-серію.

### Apple T1
Чип Apple T1 — це система на чипі ARMv7 (похідна від процесора в Apple Watch — Apple S2), який керує контролером управління системою (SMC) і сенсором Touch ID у MacBook Pro 2016 та 2017 років із Touch Bar.

### Apple T2
Мікросхема захисту Apple T2 — це система на чипі, вперше випущена в iMac Pro 2017 року. Це 64-бітий чип ARMv8 (варіант A10 або T8010) і працює під управлінням операційної системи bridgeOS 2.0. Він забезпечує захист для зашифрованих ключів, дозволяє користувачам блокувати процес завантаження комп'ютера, обробляє системні функції, такі як керування камерою та аудіо, а також обробляє шифрування та дешифрування на льоту для твердотільного накопичувача. T2 також забезпечує «покращену обробку зображень» для камери FaceTime HD iMac Pro.

### Список процесорів
| Назва | Номер моделі | Зображення        | Технологія напівпровідника | Розмір кристала | Архітектура системи команд ЦП | Центральний процесор               | Кеш процесора                  | Графічний процесор | Технологія пам'яті  | Вперше випущений  | Пристрої, де використовується |
| Назва | Номер моделі | Зображення        | Технологія напівпровідника | Розмір кристала | Архітектура системи команд ЦП | Центральний процесор               | Кеш процесора                  | Графічний процесор | Пропускна здатність | Вперше випущений  | Пристрої, де використовується |
| ----- | ------------ | ----------------- | -------------------------- | --------------- | ----------------------------- | ---------------------------------- | ------------------------------ | ------------------ | ------------------- | ----------------- | --- |
| T1    | APL 1023     | Процесор Apple T1 |                            |                 | ARMv7                         |                                    |                                | TBD                |                     | 12 листопада 2016 | - MacBook Pro (13 дюймів, 2016, Чотири порти Thunderbolt 3) - MacBook Pro (13 дюймів, 2017, Чотири порти Thunderbolt 3) - MacBook Pro (15 дюймів, 2016) - MacBook Pro (15 дюймів, 2017) |
| T2    | APL 1027     | Процесор Apple T2 | TSMC 16 нм FinFET.         | 104 мм2         | ARMv8-A ARMv7-A               | 2× Hurricane 2× Zephyr + Cortex-A7 | L1i: 64 КБ L1d: 64 КБ L2: 3 МБ | 3× ядра            | LP-DDR4             | 14 грудня 2017    | - iMac 27 дюймів (середини 2020 року) - iMac Pro 2017 - Mac mini (2018) - Mac Pro (2019) - MacBook Air (2018) - MacBook Air (2019) - MacBook Air (початку 2020 року) - MacBook Pro (13 дюймів, 2018, Чотири порти Thunderbolt 3) - MacBook Pro (13 дюймів, 2019) - MacBook Pro (13 дюймів, початку 2020 року) - MacBook Pro (15 дюймів, 2018) - MacBook Pro (15 дюймів, 2019) - MacBook Pro (16 дюймів, 2019) |
| Назва | Номер моделі | Зображення        | Технологія напівпровідника | Розмір кристала | Архітектура системи команд ЦП | Центральний процесор               | Кеш процесора                  | Графічний процесор | Пропускна здатність | Вперше випущений  | Пристрої, де використовується |
| Назва | Номер моделі | Зображення        | Технологія напівпровідника | Розмір кристала | Архітектура системи команд ЦП | Центральний процесор               | Кеш процесора                  | Графічний процесор | Технологія пам'яті  | Вперше випущений  | Пристрої, де використовується |

## U-серія
Серія Apple U — сімейство систем в пакеті (SiP), що забезпечують надширокосмуговий звʼязок.

### Apple U1
Apple U1 використовується в iPhone 11 і новіших моделях (крім iPhone SE другого і третього поколінь), Apple Watch Series 6 і Series 7, HomePod mini і трекерах AirTag. Чип Apple U1 дає змогу визначати положення в просторі. Технологія ультраширокої смуги, яка реалізується завдяки чипу, не працює у ряді країн, зокрема, в Україні.

### Список процесорів
| Назва | Номер моделі | Зображення   | Центральний процесор | Технологія напівпровідника | Вперше випущений | Пристрої, де використовується |
| ----- | ------------ | ------------ | -------------------- | -------------------------- | ---------------- | --- |
| U1    | TMK A75      | Чип Apple U1 | Cortex-M4 ARMv7E-M   | 16 нм FinFET (TSMC 16FF)   | 20 вересня 2019  | - AirTag - Apple Watch Series 6 - Apple Watch Series 7 - HomePod Mini - iPhone 11 - iPhone 11 Pro - iPhone 11 Pro Max - iPhone 12 - iPhone 12 mini - iPhone 12 Pro - iPhone 12 Pro Max - iPhone 13 - iPhone 13 mini - iPhone 13 Pro - iPhone 13 Pro Max |
| Назва | Номер моделі | Зображення   | Центральний процесор | Технологія напівпровідника | Вперше випущений | Пристрої, де використовується |

## W-серія
Серія Apple W — сімейство систем на чипі та бездротових чипів, робота яких зосереджена на підключенні Bluetooth та Wi-Fi. «W» в номерах моделей означає wireless (укр. бездротовий).

### Apple W1
Apple W1 — це систем на чипі, яка використовується в AirPods 2016 року та деяких навушниках Beats. Він підтримує з'єднання Bluetooth класу 1 з комп'ютерним пристроєм і декодує аудіопотік, який йому надсилається.

### Apple W2
Apple W2, який використовується в Apple Watch Series 3, інтегрований в систему в пакеті Apple S3. Apple заявила, що чип робить Wi-Fi на 85 % швидшим і дозволяє Bluetooth і Wi-Fi споживати вдвічі менше енергії ніж у W1.

### Apple W3
Apple W3 використовується в Apple Watch Series 4, Series 5, Series 6, SE і Series 7. Чип інтегрований до систем в пакеті Apple S4, S5, S6 і S7. Він підтримує Bluetooth 5.0.

### Список процесорів
| Назва | Номер моделі        | Зображення    | Технологія напівпровідника | Розмір кристала | Архітектура системи команд ЦП | Центральний процесор | Кеш процесора | Технологія пам'яті  | Bluetooth | Вперше випущений | Пристрої, де використовується                                                                                |
| Назва | Номер моделі        | Зображення    | Технологія напівпровідника | Розмір кристала | Архітектура системи команд ЦП | Центральний процесор | Кеш процесора | Пропускна здатність | Bluetooth | Вперше випущений | Пристрої, де використовується                                                                                |
| ----- | ------------------- | ------------- | -------------------------- | --------------- | ----------------------------- | -------------------- | ------------- | ------------------- | --------- | ---------------- | --- |
| W1    | 343S00130 343S00131 | Apple W1 chip | TBC                        | 14,3 мм2        | TBC                           | TBC                  | TBC           | TBC                 | 4.2       | 13 грудня 2016   | - AirPods (1‑го покоління) - Beats Flex - Beats Solo3 - Beats Studio3 - BeatsX - Powerbeats3                 |
| W2    | 338S00348           | Apple W2 chip | TBC                        | TBC             | TBC                           | TBC                  | TBC           | TBC                 | 4.2       | 22 вересня 2017  | - Apple Watch Series 3                                                                                       |
| W3    | 338S00464           | Apple W3 chip | TBC                        | TBC             | TBC                           | TBC                  | TBC           | TBC                 | 5.0       | 21 вересня 2018  | - Apple Watch SE - Apple Watch Series 4 - Apple Watch Series 5 - Apple Watch Series 6 - Apple Watch Series 7 |
| Назва | Номер моделі        | Зображення    | Технологія напівпровідника | Розмір кристала | Архітектура системи команд ЦП | Центральний процесор | Кеш процесора | Пропускна здатність | Bluetooth | Вперше випущений | Пристрої, де використовується                                                                                |
| Назва | Номер моделі        | Зображення    | Технологія напівпровідника | Розмір кристала | Архітектура системи команд ЦП | Центральний процесор | Кеш процесора | Технологія пам'яті  | Bluetooth | Вперше випущений | Пристрої, де використовується                                                                                |

## Різні пристрої
Цей розділ стосується процесорів, розроблених Apple, які важко віднести до іншого розділу.

### Рання серія
Apple вперше використала систему на чипі в ранніх версіях iPhone та iPod Touch. Вони поєднують в одному корпусі одне ядро для обробки на базі ARM (центральний процесор), графічний процесор та іншу електроніку, необхідну для мобільних обчислень.
APL0098 (також 8900B або S5L8900) — пакет-на-пакеті (PoP) типу система на чипі, який була представлена 29 червня 2007 року під час презентації оригінального iPhone. Він має одноядерний процесор ARM11 з частотою 412 МГц і графічний процесор PowerVR MBX Lite. Він був виготовлений компанією Samsung за 90-нанометровим техпроцесом. iPhone 3G та iPod Touch першого покоління також використовують цей чип.
APL0278 (також S5L8720) — пакет-на-пакеті типу система на чипі, представлена 9 вересня 2008 року під час презентації другого покоління iPod Touch. Він має одноядерний процесор ARM11 з частотою 533 МГц і графічний процесор PowerVR MBX Lite. Він був виготовлений компанією Samsung за 65-нанометровим техпроцесом.
APL0298 (також S5L8920) — пакет-на-пакеті типу система на чипі, представлений 8 червня 2009 року під час презентації iPhone 3GS. Він має одноядерний процесор Cortex-A8 з частотою 600 МГц і графічний процесор PowerVR SGX535. Він був виготовлений компанією Samsung за 65-нанометровим техпроцесом.
APL2298 (також S5L8922) — ущільнена 455-нанометрова версія системи на чипі iPhone 3GS, яка була представлена 9 вересня 2009 року під час презентації третього покоління iPod Touch.

### Інші
339S0196 — мікроконтролер на базі ARM, який використовується в адаптері Lightning Digital AV Adapter від Apple, адаптері із Lightning на HDMI. Це мініатюрний комп'ютер з 256 МБ оперативної пам'яті, в якому працює ядро XNU, завантажене з під'єднаного пристрою iOS, а потім приймається послідовний сигнал з пристрою iOS, перетворюючи його у правильний сигнал HDMI.
| Номер моделі | Зображення              | Вперше випущений | Архітектура системи команд ЦП | Характеристики | Застосування                  | Пристрої, де використовується | Операційна система |
| ------------ | ----------------------- | ---------------- | ----------------------------- | -------------- | ----------------------------- | ----------------------------- | ------------------ |
| 339S0196     | Мікроконтролер 339S0196 | Вересень 2012    | Невідома ARM                  | 256 МБ ОЗП     | Перетворення Lightning в HDMI | Apple Digital AV Adapter      | XNU                |
| Номер моделі | Зображення              | Вперше випущений | Архітектура системи команд ЦП | Характеристики | Застосування                  | Пристрої, де використовується | Операційна система |

## Виноски
1. ↑  Можуть називатися «A1», хоча він так не позначався
2. ↑  iPhone (1-го покоління) та iPod touch (1-го покоління)
3. ↑  iPhone 3G та iPod touch (2-го покоління)
4. ↑  Може називатися «A2», хоча його так не позначали
5. ↑  Іноді його називають «A3», хоча його так не позначали
6. ↑  iPad (1‑го покоління)
7. ↑  iPod touch (5‑го покоління), iPad 2 (Wi-Fi), iPad (3‑го покоління, Wi-Fi), iPad mini (1‑го покоління, Wi-Fi)
8. ↑  iPhone 4S, iPad 2 (Wi-Fi + Cellular), iPad (3‑го покоління, Wi-Fi + Cellular), iPad mini (1‑го покоління, Wi-Fi + Cellular)
9. ↑  iPhone 5C та iPad (4‑го покоління, Wi-Fi)
10. ↑  iPhone 5 та iPad (4‑го покоління, Wi-Fi + Cellular)
11. ↑  iPad Pro 12,9 дюйма (5‑го покоління) ємністю 1 ТБ та 2 ТБ, iPad Pro 11 дюймів (3‑го покоління) ємністю 1 ТБ та 2 ТБ, монтажний MacBook Air (M1) та монтажний MacBook Pro 13 дюймів (M1)
12. ↑  Окрім iPad Air (5-го покоління)
13. ↑  Окрім iPad Air (5-го покоління)
14. ↑  Окрім iPad Air (5-го покоління)
15. ↑  Монтажний MacBook Pro 14 дюймів (2021), і монтажний MacBook Pro 16 дюймів (2021)
16. ↑  Монтажні MacBook Pro 14 дюймів (2021), MacBook Pro 16 дюймів (2021) і Mac Studio
17. ↑  Монтажний Mac Studio
18. ↑  Монтажний MacBook Air (M2) та монтажний MacBook Pro 13 дюймів (M2)
19. ↑  Монтажний MacBook Air (M2) та монтажний MacBook Pro 13 дюймів (M2)